# Liste des matchs de l'équipe du Costa Rica de football par adversaire
Cette liste présente les matchs de l'équipe du Costa Rica de football par adversaire rencontré.
- Haut – A
- B
- C
- D
- E
- F
- G
- H
- I
- J
- K
- L
- M
- N
- O
- P
- Q
- R
- S
- T
- U
- V
- W
- X
- Y
- Z

## A

### Afrique du Sud
Confrontations entre l'Afrique du Sud et le Costa Rica en matchs officiels :
| # | Date            | Lieu          | Match                       | Score | Compétition  |
| - | --------------- | ------------- | --------------------------- | ----- | ------------ |
| 1 | 11 octobre 2003 | Potchefstroom | Afrique du Sud - Costa Rica | 2-1   | Match amical |
| 2 | 8 octobre 2015  | Liberia       | Costa Rica - Afrique du Sud | 0-1   | Match amical |

| Rencontres | Victoire | Nul | Défaite | BM | BE |
| ---------- | -------- | --- | ------- | -- | -- |
| 2          | 0        | 0   | 2       | 1  | 3  |

### Allemagne
Confrontations entre l'Allemagne et le Costa Rica en matchs officiels :
| # | Date              | Lieu    | Match                  | Score | Compétition                    |
| - | ----------------- | ------- | ---------------------- | ----- | ------------------------------ |
| 1 | 9 juin 2006       | Munich  | Allemagne - Costa Rica | 4-2   | Coupe du monde 2006 (Groupe A) |
| 2 | 1er décembre 2022 | Al-Khor | Costa Rica - Allemagne | 2-4   | Coupe du monde 2022 (Groupe E) |

| Rencontres | Victoire | Nul | Défaite | BM | BE |
| ---------- | -------- | --- | ------- | -- | -- |
| 2          | 0        | 0   | 2       | 4  | 8  |

### Angleterre
Confrontations entre l'Angleterre et le Costa Rica en matchs officiels :
| # | Date         | Lieu           | Match                   | Score | Compétition                    |
| - | ------------ | -------------- | ----------------------- | ----- | ------------------------------ |
| 1 | 24 juin 2014 | Belo Horizonte | Costa Rica - Angleterre | 0-0   | Coupe du monde 2014 (Groupe D) |
| 2 | 7 juin 2018  | Leeds          | Angleterre - Costa Rica | 2-0   | Match amical                   |

| Rencontres | Victoire | Nul | Défaite | BM | BE |
| ---------- | -------- | --- | ------- | -- | -- |
| 2          | 0        | 1   | 1       | 0  | 2  |

### Antilles néerlandaises
Confrontations entre les Antilles néerlandaises et le Costa Rica en matchs officiels :
| #  | Date             | Lieu         | Match                               | Score | Compétition                                             |
| -- | ---------------- | ------------ | ----------------------------------- | ----- | ------------------------------------------------------- |
| 1  | 7 mars 1948      | Guatemala    | Costa Rica - Antilles néerlandaises | 2-1   | Coupe CCCF 1948                                         |
| 2  | 20 mars 1948     | Guatemala    | Antilles néerlandaises - Costa Rica | 4-1   | Coupe CCCF 1948                                         |
| 3  | 15 mars 1953     | San José     | Costa Rica - Antilles néerlandaises | 1-0   | Coupe CCCF 1953                                         |
| 4  | 24 août 1955     | Tegucigalpa  | Costa Rica - Antilles néerlandaises | 2-1   | Coupe CCCF 1955                                         |
| 5  | 3 mars 1957      | San José     | Costa Rica - Antilles néerlandaises | 4-0   | Qualifications pour la Coupe du monde 1958 (1er tour)   |
| 6  | 1er août 1957    | Willemstad   | Antilles néerlandaises - Costa Rica | 1-2   | Qualifications pour la Coupe du monde 1958 (1er tour)   |
| 7  | 17 février 1960  | La Havane    | Costa Rica - Antilles néerlandaises | 1-1   | Coupe CCCF 1960                                         |
| 8  | 29 février 1960  | La Havane    | Costa Rica - Antilles néerlandaises | 4-1   | Coupe CCCF 1960 (Finale)                                |
| 9  | 29 mars 1961     | San José     | Costa Rica - Antilles néerlandaises | 6-0   | Qualifications pour la Coupe du monde 1962 (Tour final) |
| 10 | 23 avril 1961    | Willemstad   | Antilles néerlandaises - Costa Rica | 2-0   | Qualifications pour la Coupe du monde 1962 (Tour final) |
| 11 | 28 mars 1963     | Santa Ana    | Costa Rica - Antilles néerlandaises | 1-0   | Championnat de la CONCACAF 1963 (Groupe B)              |
| 12 | 3 avril 1963     | San Salvador | Costa Rica - Antilles néerlandaises | 1-0   | Championnat de la CONCACAF 1963 (Tour final)            |
| 13 | 3 avril 1965     | Guatemala    | Costa Rica - Antilles néerlandaises | 6-0   | Championnat de la CONCACAF 1965 (Tour final)            |
| 14 | 4 octobre 1968   | Willemstad   | Antilles néerlandaises - Costa Rica | 1-1   | Match amical                                            |
| 15 | 23 novembre 1969 | San José     | Costa Rica - Antilles néerlandaises | 2-1   | Championnat de la CONCACAF 1969 (Tour final)            |
| 16 | 1er juillet 1988 | Willemstad   | Antilles néerlandaises - Costa Rica | 1-1   | Match amical                                            |
| 17 | 3 juillet 1988   | Willemstad   | Antilles néerlandaises - Costa Rica | 1-0   | Match amical                                            |

| Rencontres | Victoire | Nul | Défaite | BM | BE |
| ---------- | -------- | --- | ------- | -- | -- |
| 17         | 11       | 3   | 3       | 34 | 14 |

### Arabie saoudite
Confrontations en matchs officiels entre le Costa Rica et l'Arabie saoudite :
| # | Date              | Lieu                | Match                        | Score | Compétition  |
| - | ----------------- | ------------------- | ---------------------------- | ----- | ------------ |
| 1 | 23 septembre 1993 | Dammam              | Arabie saoudite - Costa Rica | 1-2   | Match amical |
| 2 | 27 septembre 1993 | Dammam              | Arabie saoudite - Costa Rica | 3-2   | Match amical |
| 3 | 17 décembre 1994  | Riyad               | Arabie saoudite - Costa Rica | 1-3   | Match amical |
| 4 | 17 juillet 1999   | Fullerton           | Costa Rica - Arabie saoudite | 1-0   | Match amical |
| 5 | 8 septembre 2023  | Newcastle upon Tyne | Arabie saoudite - Costa Rica | 1-3   | Match amical |

| Rencontres | Victoire | Nul | Défaite | BM | BE |
| ---------- | -------- | --- | ------- | -- | -- |
| 5          | 4        | 0   | 1       | 11 | 4  |

### Argentine
Confrontations entre l'Argentine et le Costa Rica en matchs officiels :
| # | Date            | Lieu        | Match                  | Score | Compétition                   |
| - | --------------- | ----------- | ---------------------- | ----- | ----------------------------- |
| 1 | 6 mars 1956     | Mexico      | Argentine - Costa Rica | 4-3   | Championnat panaméricain 1956 |
| 2 | 8 mars 1960     | San José    | Costa Rica - Argentine | 0-0   | Championnat panaméricain 1960 |
| 3 | 15 mars 1960    | San José    | Costa Rica - Argentine | 0-2   | Championnat panaméricain 1960 |
| 4 | 24 août 1975    | Mexico      | Argentine - Costa Rica | 2-0   | Match amical                  |
| 5 | 26 janvier 2010 | San Juan    | Argentine - Costa Rica | 3-2   | Match amical                  |
| 6 | 29 mars 2011    | San José    | Costa Rica - Argentine | 0-0   | Match amical                  |
| 7 | 11 juillet 2011 | Córdoba     | Argentine - Costa Rica | 3-0   | Copa América 2011 (Groupe A)  |
| 8 | 26 mars 2024    | Los Angeles | Argentine - Costa Rica | 3-1   | Match amical                  |

| Rencontres | Victoire | Nul | Défaite | BM | BE |
| ---------- | -------- | --- | ------- | -- | -- |
| 8          | 0        | 2   | 6       |    |    |

### Aruba
Confrontations entre Aruba et le Costa Rica en matchs officiels :
| # | Date         | Lieu        | Match              | Score | Compétition     |
| - | ------------ | ----------- | ------------------ | ----- | --------------- |
| 1 | 14 août 1955 | Tegucigalpa | Costa Rica - Aruba | 3-2   | Coupe CCCF 1955 |

| Rencontres | Victoire | Nul | Défaite | BM | BE |
| ---------- | -------- | --- | ------- | -- | -- |
| 1          | 1        | 0   | 0       | 3  | 2  |

### Australie
Confrontations entre l'Australie et le Costa Rica en matchs officiels :
| # | Date             | Lieu   | Match                  | Score | Compétition  |
| - | ---------------- | ------ | ---------------------- | ----- | ------------ |
| 1 | 19 novembre 2013 | Sydney | Australie - Costa Rica | 1-0   | Match amical |

| Rencontres | Victoire | Nul | Défaite | BM | BE |
| ---------- | -------- | --- | ------- | -- | -- |
| 1          | 0        | 0   | 1       | 0  | 1  |

### Autriche
Confrontations en matchs officiels entre le Costa Rica et l'Autriche :
| # | Date             | Lieu   | Match                 | Score | Compétition  |
| - | ---------------- | ------ | --------------------- | ----- | ------------ |
| 1 | 28 mars 2003     | Vienne | Autriche - Costa Rica | 2-0   | Match amical |
| 2 | 2 septembre 2006 | Genève | Autriche - Costa Rica | 2-2   | Match amical |

| Rencontres | Victoire | Nul | Défaite | BM | BE |
| ---------- | -------- | --- | ------- | -- | -- |
| 2          | 0        | 1   | 1       | 2  | 4  |

## B

### Bahamas
| Date        | Lieu   | Match                | Score | Compétition |
| ----------- | ------ | -------------------- | ----- | ----------- |
| 7 Juin 2025 | Nassau | Bahamas - Costa Rica |       | FIFA 2026 Q |

### Barbade
Confrontations entre le Costa Rica et la Barbade en matchs officiels :
| # | Date             | Lieu       | Match                | Score | Compétition                                          |
| - | ---------------- | ---------- | -------------------- | ----- | ---------------------------------------------------- |
| 1 | 16 juillet 2000  | Bridgetown | Barbade - Costa Rica | 2-1   | Qualifications pour la Coupe du monde 2002 (2e tour) |
| 2 | 3 septembre 2000 | San José   | Costa Rica - Barbade | 3-0   | Qualifications pour la Coupe du monde 2002 (2e tour) |

| Rencontres | Victoire | Nul | Défaite | BM | BE |
| ---------- | -------- | --- | ------- | -- | -- |
| 2          | 1        | 0   | 1       | 4  | 2  |

### Belgique
Confrontations en matchs officiels entre le Costa Rica et la Belgique :
| # | Date         | Lieu      | Match                 | Score | Compétition  |
| - | ------------ | --------- | --------------------- | ----- | ------------ |
| 1 | 26 mai 2002  | Kumamoto  | Belgique - Costa Rica | 1-0   | Match amical |
| 2 | 11 juin 2018 | Bruxelles | Belgique - Costa Rica | 4-1   | Match amical |

| Rencontres | Victoire | Nul | Défaite | BM | BE |
| ---------- | -------- | --- | ------- | -- | -- |
| 2          | 0        | 0   | 2       | 1  | 5  |

### Belize
Confrontations entre le Belize et le Costa Rica en matchs officiels :
| # | Date              | Lieu           | Match               | Score | Compétition                          |
| - | ----------------- | -------------- | ------------------- | ----- | ------------------------------------ |
| 1 | 1er décembre 1995 | San Salvador   | Costa Rica - Belize | 2-1   | Coupe UNCAF 1995 (Groupe A)          |
| 2 | 17 mars 1999      | San José       | Costa Rica - Belize | 7-0   | Coupe UNCAF 1999 (Groupe A)          |
| 3 | 23 mai 2001       | San Pedro Sula | Costa Rica - Belize | 4-0   | Coupe UNCAF 2001 (Groupe 2)          |
| 4 | 18 janvier 2013   | San José       | Costa Rica - Belize | 1-0   | Copa Centroamericana 2013 (Groupe A) |
| 5 | 13 juillet 2013   | Sandy          | Costa Rica - Belize | 1-0   | Gold Cup 2013 (Groupe C)             |
| 6 | 15 janvier 2017   | Panama         | Belize - Costa Rica | 0-3   | Copa Centroamericana 2017            |

| Rencontres | Victoire | Nul | Défaite | BM | BE |
| ---------- | -------- | --- | ------- | -- | -- |
| 6          | 6        | 0   | 0       | 18 | 1  |

### Bermudes
Confrontations en matchs officiels entre le Costa Rica et les Bermudes :
| # | Date           | Lieu     | Match                 | Score | Compétition              |
| - | -------------- | -------- | --------------------- | ----- | ------------------------ |
| 1 | 4 juillet 1979 | San Juan | Costa Rica - Bermudes | 3-1   | Match amical             |
| 2 | 20 juin 2019   | Frisco   | Costa Rica - Bermudes | 2-1   | Gold Cup 2019 (Groupe B) |

| Rencontres | Victoire | Nul | Défaite | BM | BE |
| ---------- | -------- | --- | ------- | -- | -- |
| 2          | 2        | 0   | 0       | 5  | 2  |

### Bolivie
Confrontations entre la Bolivie et le Costa Rica en matchs officiels :
| # | Date             | Lieu                    | Match                | Score | Compétition                  |
| - | ---------------- | ----------------------- | -------------------- | ----- | ---------------------------- |
| 1 | 19 juillet 2001  | Medellín                | Costa Rica - Bolivie | 4-0   | Copa América 2001 (Groupe C) |
| 2 | 7 juillet 2011   | San Salvador de Jujuy   | Bolivie - Costa Rica | 0-2   | Copa América 2011 (Groupe A) |
| 3 | 14 novembre 2012 | Santa Cruz de la Sierra | Bolivie - Costa Rica | 1-1   | Match amical                 |

| Rencontres | Victoire | Nul | Défaite | BM | BE |
| ---------- | -------- | --- | ------- | -- | -- |
| 3          | 2        | 1   | 0       | 7  | 1  |

### Bosnie-Herzégovine
Confrontations entre la Bosnie-Herzégovine et le Costa Rica en matchs officiels :
| # | Date         | Lieu   | Match                           | Score | Compétition  |
| - | ------------ | ------ | ------------------------------- | ----- | ------------ |
| 1 | 27 mars 2021 | Zenica | Bosnie-Herzégovine - Costa Rica | 0-0   | Match amical |

| Rencontres | Victoire | Nul | Défaite | BM | BE |
| ---------- | -------- | --- | ------- | -- | -- |
| 1          | 0        | 1   | 0       | 0  | 0  |

### Brésil
Confrontations entre le Brésil et le Costa Rica en matchs officiels :
| #  | Date              | Lieu              | Match               | Score | Compétition                    |
| -- | ----------------- | ----------------- | ------------------- | ----- | ------------------------------ |
| 1  | 13 mars 1956      | Mexico            | Brésil - Costa Rica | 7-1   | Championnat panaméricain 1956  |
| 2  | 10 mars 1960      | San José          | Costa Rica - Brésil | 3-0   | Championnat panaméricain 1960  |
| 3  | 17 mars 1960      | San José          | Costa Rica - Brésil | 0-4   | Championnat panaméricain 1960  |
| 4  | 16 juin 1990      | Turin             | Brésil - Costa Rica | 1-0   | Coupe du monde 1990 (Groupe C) |
| 5  | 23 septembre 1992 | Paranavaí         | Brésil - Costa Rica | 4-2   | Match amical                   |
| 6  | 13 juin 1997      | Santa Cruz        | Brésil - Costa Rica | 5-0   | Copa América 1997 (Groupe C)   |
| 7  | 13 juin 2002      | Suwon             | Costa Rica - Brésil | 2-5   | Coupe du monde 2002 (Groupe C) |
| 8  | 11 juillet 2004   | Arequipa          | Brésil - Costa Rica | 4-1   | Copa América 2004 (Groupe C)   |
| 9  | 7 octobre 2011    | San José          | Costa Rica - Brésil | 0-1   | Match amical                   |
| 10 | 5 septembre 2019  | Harrison          | Costa Rica - Brésil | 0-1   | Match amical                   |
| 11 | 22 juin 2018      | Saint-Pétersbourg | Brésil - Costa Rica | 2-0   | Coupe du monde 2018 (Groupe E) |
| 12 | 24 juin 2024      | Los Angeles       | Brésil - Costa Rica | 0-0   | Copa America 2024 (Groupe D)   |

| Rencontres | Victoire | Nul | Défaite | BM | BE |
| ---------- | -------- | --- | ------- | -- | -- |
| 12         | 1        | 1   | 10      | 9  | 34 |

## C

### Cameroun
Confrontations en matchs officiels entre le Costa Rica et le Cameroun :
| # | Date        | Lieu     | Match                 | Score | Compétition  |
| - | ----------- | -------- | --------------------- | ----- | ------------ |
| 1 | 9 mars 1997 | San José | Costa Rica - Cameroun | 5-0   | Match amical |

| Rencontres | Victoire | Nul | Défaite | BM | BE |
| ---------- | -------- | --- | ------- | -- | -- |
| 1          | 1        | 0   | 0       | 5  | 0  |

### Canada
Confrontations en matchs officiels entre le Costa Rica et le Canada :
| #  | Date               | Lieu       | Match               | Score | Compétition                                             |
| -- | ------------------ | ---------- | ------------------- | ----- | ------------------------------------------------------- |
| 1  | 21 mars 1985       | San José   | Costa Rica - Canada | 1-0   | Match amical                                            |
| 2  | 24 mars 1985       | San José   | Costa Rica - Canada | 0-0   | Match amical                                            |
| 3  | 17 août 1985       | Toronto    | Canada - Costa Rica | 1-1   | Championnat de la CONCACAF 1985 (Tour final)            |
| 4  | 1er septembre 1985 | San José   | Costa Rica - Canada | 0-0   | Championnat de la CONCACAF 1985 (Tour final)            |
| 5  | 17 juin 1988       | Montréal   | Canada - Costa Rica | 0-1   | Match amical                                            |
| 6  | 24 mars 1993       | San José   | Costa Rica - Canada | 0-1   | Match amical                                            |
| 7  | 11 juillet 1993    | Mexico     | Canada - Costa Rica | 1-1   | Gold Cup 1993 (Groupe B)                                |
| 8  | 5 juin 1996        | Toronto    | Canada - Costa Rica | 0-1   | Match amical                                            |
| 9  | 1er juin 1997      | Edmonton   | Canada - Costa Rica | 1-0   | Qualifications pour la Coupe du monde 1998 (Tour final) |
| 10 | 16 novembre 1997   | San José   | Costa Rica - Canada | 3-1   | Qualifications pour la Coupe du monde 1998 (Tour final) |
| 11 | 13 février 2000    | San Diego  | Costa Rica - Canada | 2-2   | Gold Cup 2000 (Groupe D)                                |
| 12 | 12 juillet 2003    | Foxborough | Costa Rica - Canada | 0-1   | Gold Cup 2003 (Groupe D)                                |
| 13 | 8 septembre 2004   | San José   | Costa Rica - Canada | 1-0   | Qualifications pour la Coupe du monde 2006 (3e tour)    |
| 14 | 13 octobre 2004    | Burnaby    | Canada - Costa Rica | 1-3   | Qualifications pour la Coupe du monde 2006 (3e tour)    |
| 15 | 7 juillet 2005     | Seattle    | Canada - Costa Rica | 0-1   | Gold Cup 2005 (Groupe B)                                |
| 16 | 6 juin 2007        | Miami      | Costa Rica - Canada | 1-2   | Gold Cup 2007 (Groupe A)                                |
| 17 | 12 septembre 2007  | Toronto    | Canada - Costa Rica | 1-1   | Match amical                                            |
| 18 | 10 juillet 2009    | Miami      | Costa Rica - Canada | 2-2   | Gold Cup 2009 (Groupe A)                                |
| 19 | 28 mai 2013        | Edmonton   | Canada - Costa Rica | 0-1   | Match amical                                            |
| 20 | 14 juillet 2015    | Toronto    | Canada - Costa Rica | 0-0   | Gold Cup 2015 (Groupe B)                                |
| 21 | 11 juillet 2017    | Houston    | Costa Rica - Canada | 1-1   | Gold Cup 2017 (Groupe A)                                |
| 22 | 25 juillet 2021    | Arlington  | Costa Rica - Canada | 0-2   | Gold Cup 2019 (Quarts de finale)                        |
| 23 | 12 novembre 2021   | Edmonton   | Canada - Costa Rica | 1-0   | Qualifications pour la Coupe du monde 2022 (Tour final) |
| 24 | 24 mars 2022       | San José   | Costa Rica - Canada | 1-0   | Qualifications pour la Coupe du monde 2022 (Tour final) |

| Rencontres | Victoire | Nul | Défaite | BM | BE |
| ---------- | -------- | --- | ------- | -- | -- |
| 24         | 9        | 9   | 6       | 22 | 16 |

### Chili
Confrontations entre le Costa Rica et le Chili en matchs officiels :
| #  | Date             | Lieu       | Match              | Score | Compétition                   |
| -- | ---------------- | ---------- | ------------------ | ----- | ----------------------------- |
| 1  | 8 mars 1956      | Mexico     | Costa Rica - Chili | 2-1   | Championnat panaméricain 1956 |
| 2  | 25 août 1996     | Liberia    | Costa Rica - Chili | 1-1   | Match amical                  |
| 3  | 29 mai 1999      | Concepción | Chili - Costa Rica | 3-0   | Match amical                  |
| 4  | 2 février 2000   | San José   | Costa Rica - Chili | 1-0   | Match amical                  |
| 5  | 30 avril 2003    | Santiago   | Chili - Costa Rica | 1-0   | Match amical                  |
| 6  | 8 juin 2003      | San José   | Costa Rica - Chili | 1-0   | Match amical                  |
| 7  | 14 juillet 2004  | Tacna      | Costa Rica - Chili | 2-1   | Copa América 2004 (Groupe C)  |
| 8  | 28 mars 2007     | Talca      | Chili - Costa Rica | 1-1   | Match amical                  |
| 9  | 2 juin 2007      | San José   | Costa Rica - Chili | 2-0   | Match amical                  |
| 10 | 22 janvier 2014  | Coquimbo   | Chili - Costa Rica | 4-0   | Match amical                  |
| 11 | 16 novembre 2018 | Rancagua   | Chili - Costa Rica | 2-3   | Match amical                  |

| Rencontres | Victoire | Nul | Défaite | BM | BE |
| ---------- | -------- | --- | ------- | -- | -- |
| 11         | 6        | 2   | 3       | 13 | 14 |

### Chine
Confrontations entre la Chine et le Costa Rica en matchs officiels :
| # | Date             | Lieu            | Match              | Score | Compétition                    |
| - | ---------------- | --------------- | ------------------ | ----- | ------------------------------ |
| 1 | 4 juin 2002      | Gwangju         | Costa Rica - Chine | 2-0   | Coupe du monde 2002 (Groupe C) |
| 2 | 7 septembre 2003 | Fort Lauderdale | Costa Rica - Chine | 2-0   | Match amical                   |
| 3 | 19 juin 2005     | Changsha        | Chine - Costa Rica | 2-2   | Match amical                   |
| 4 | 22 juin 2005     | Canton          | Chine - Costa Rica | 2-0   | Match amical                   |
| 5 | 26 mars 2011     | San José        | Costa Rica - Chine | 2-2   | Match amical                   |

| Rencontres | Victoire | Nul | Défaite | BM | BE |
| ---------- | -------- | --- | ------- | -- | -- |
| 5          | 2        | 2   | 1       | 8  | 6  |

### Colombie
Confrontations entre le Costa Rica et la Colombie en matchs officiels :
|    | Date               | Lieu                    | Match                 | Score | Compétition                                   |
| -- | ------------------ | ----------------------- | --------------------- | ----- | --------------------------------------------- |
| 1  | 18 février 1938    | Panama                  | Costa Rica - Colombie | 2-1   | Jeux d'Amérique centrale et des Caraïbes 1938 |
| 2  | 18 décembre 1946   | Barranquilla            | Colombie - Costa Rica | 4-1   | Jeux d'Amérique centrale et des Caraïbes 1946 |
| 3  | 1er septembre 1963 | Bogota                  | Colombie - Costa Rica | 4-5   | Match amical                                  |
| 4  | 4 septembre 1963   | Cali                    | Colombie - Costa Rica | 1-0   | Match amical                                  |
| 5  | 25 juin 1991       | San José                | Costa Rica - Colombie | 0-1   | Match amical                                  |
| 6  | 31 mars 1993       | Medellín                | Colombie - Costa Rica | 4-1   | Match amical                                  |
| 7  | 16 juin 1997       | Santa Cruz de la Sierra | Colombie - Costa Rica | 4-1   | Copa América 1997 (Groupe C)                  |
| 8  | 9 mai 2002         | San José                | Costa Rica - Colombie | 1-2   | Match amical                                  |
| 9  | 17 juillet 2004    | Trujillo                | Colombie - Costa Rica | 2-0   | Copa América 2004 (quart de finale)           |
| 10 | 2 juillet 2011     | San Salvador de Jujuy   | Colombie - Costa Rica | 1-0   | Copa América 2011 (Groupe A)                  |
| 11 | 6 juin 2015        | Buenos Aires            | Colombie - Costa Rica | 1-0   | Match amical                                  |
| 12 | 12 juin 2016       | Houston                 | Colombie - Costa Rica | 3-2   | Copa América Centenario (Groupe A)            |
| 13 | 16 octobre 2018    | Harrison                | Colombie - Costa Rica | 3-1   | Match amical                                  |
| 14 | 28 juin 2024       | Arizona                 | Colombie - Costa Rica |       | Copa America 2024 (Groupe D)                  |

| Rencontres | Victoire | Nul | Défaite | BM | BE |
| ---------- | -------- | --- | ------- | -- | -- |
| 13         | 3        | 0   | 10      | 15 | 30 |

### Corée du Sud
Confrontations entre le Costa Rica et la Corée du Sud en matchs officiels :
| #  | Date              | Lieu        | Match                     | Score | Compétition                    |
| -- | ----------------- | ----------- | ------------------------- | ----- | ------------------------------ |
| 1  | 9 août 1983       | San José    | Costa Rica - Corée du Sud | 1-1   | Match amical                   |
| 2  | 13 février 1987   | San José    | Costa Rica - Corée du Sud | 2-1   | Match amical                   |
| 3  | 5 juin 1995       | Suwon       | Corée du Sud - Costa Rica | 1-0   | Coupe de Corée 1995 (Groupe A) |
| 4  | 17 février 2000   | Los Angeles | Costa Rica - Corée du Sud | 2-2   | Gold Cup 2000 (Groupe D)       |
| 5  | 30 janvier 2002   | Pasadena    | Costa Rica - Corée du Sud | 3-1   | Gold Cup 2002 (Demi-finale)    |
| 6  | 20 avril 2002     | Daegu       | Corée du Sud - Costa Rica | 2-0   | Match amical                   |
| 7  | 11 février 2006   | Oakland     | Costa Rica - Corée du Sud | 1-0   | Match amical                   |
| 8  | 25 janvier 2014   | Los Angeles | Costa Rica - Corée du Sud | 0-1   | Match amical                   |
| 9  | 14 octobre 2014   | Séoul       | Corée du Sud - Costa Rica | 1-3   | Match amical                   |
| 10 | 7 septembre 2018  | Goyang      | Corée du Sud - Costa Rica | 2-0   | Match amical                   |
| 11 | 23 septembre 2022 | Suwon       | Corée du Sud - Costa Rica | 2-2   | Match amical                   |

| Rencontres | Victoire | Nul | Défaite | BM | BE |
| ---------- | -------- | --- | ------- | -- | -- |
| 11         | 4        | 3   | 4       | 14 | 14 |

### Cuba
Confrontations en matchs officiels entre le Costa Rica et Cuba :
| #  | Date             | Lieu           | Match             | Score | Compétition                                                      |
| -- | ---------------- | -------------- | ----------------- | ----- | ---------------------------------------------------------------- |
| 1  | 30 mars 1930     | La Havane      | Cuba - Costa Rica | 2-1   | Jeux d'Amérique centrale et des Caraïbes 1930 (Tour final)       |
| 2  | 31 mars 1935     | San Salvador   | Costa Rica - Cuba | 2-1   | Jeux d'Amérique centrale et des Caraïbes 1935 (Tour final)       |
| 3  | 16 août 1955     | Tegucigalpa    | Costa Rica - Cuba | 2-1   | Coupe CCCF 1955                                                  |
| 4  | 28 février 1960  | La Havane      | Cuba - Costa Rica | 0-5   | Coupe CCCF 1960                                                  |
| 5  | 5 mars 1961      | San José       | Costa Rica - Cuba | 4-1   | Coupe CCCF 1960                                                  |
| 6  | 3 décembre 1971  | Port-d'Espagne | Costa Rica - Cuba | 3-0   | Coupe des nations de la CONCACAF 1971 (Tour final)               |
| 7  | 19 octobre 1975  | Toluca         | Costa Rica - Cuba | 1-0   | Match amical                                                     |
| 8  | 24 juin 1980     | San José       | Costa Rica - Cuba | 3-0   | Match amical                                                     |
| 9  | 2 août 1983      | Alajuela       | Costa Rica - Cuba | 3-0   | Match amical                                                     |
| 10 | 4 août 1983      | San José       | Costa Rica - Cuba | 2-0   | Match amical                                                     |
| 11 | 4 février 1998   | Oakland        | Costa Rica - Cuba | 7-2   | Gold Cup 1998 (Groupe C)                                         |
| 12 | 16 juillet 2003  | Foxborough     | Cuba - Costa Rica | 0-3   | Gold Cup 2003 (Groupe D)                                         |
| 13 | 12 juin 2004     | La Havane      | Cuba - Costa Rica | 2-2   | Qualifications pour la Coupe du monde 2006 (1er tour - 2e phase) |
| 14 | 20 juin 2004     | Alajuela       | Costa Rica - Cuba | 1-1   | Qualifications pour la Coupe du monde 2006 (1er tour - 2e phase) |
| 15 | 9 juillet 2005   | Seattle        | Costa Rica - Cuba | 3-1   | Gold Cup 2005 (Groupe B)                                         |
| 16 | 5 juin 2011      | Arlington      | Costa Rica - Cuba | 5-0   | Gold Cup 2011 (Groupe A)                                         |
| 17 | 11 décembre 2011 | La Havane      | Cuba - Costa Rica | 1-1   | Match amical                                                     |
| 18 | 9 juillet 2013   | Portland       | Costa Rica - Cuba | 3-0   | Gold Cup 2013 (Groupe C)                                         |

| Rencontres | Victoire | Nul | Défaite | BM | BE |
| ---------- | -------- | --- | ------- | -- | -- |
| 18         | 14       | 3   | 1       | 55 | 11 |

### Curaçao
Confrontations en matchs officiels entre le Costa Rica et Curaçao :
| # | Date             | Lieu         | Match                | Score | Compétition                                      |
| - | ---------------- | ------------ | -------------------- | ----- | ------------------------------------------------ |
| 1 | 13 mai 1941      | San José     | Costa Rica - Curaçao | 6-2   | Coupe CCCF 1941                                  |
| 2 | 20 décembre 1946 | Barranquilla | Costa Rica - Curaçao | 2-4   | Jeux d'Amérique centrale et des Caraïbes 1946    |
| 3 | 27 février 1950  | Guatemala    | Costa Rica - Curaçao | 1-0   | Jeux d'Amérique centrale et des Caraïbes 1950    |
| 4 | 13 octobre 2019  | Alajuela     | Costa Rica - Curaçao | 0-0   | Ligue des nations 2019-2020 (Ligue A - Groupe D) |
| 6 | 14 novembre 2019 | Willemstad   | Curaçao - Costa Rica | 1-2   | Ligue des nations 2019-2020 (Ligue A - Groupe D) |

| Rencontres | Victoire | Nul | Défaite | BM | BE |
| ---------- | -------- | --- | ------- | -- | -- |
| 5          | 3        | 1   | 1       | 12 | 8  |

## E

### Écosse
Confrontations entre l'Écosse et le Costa Rica en matchs officiels :
| # | Date         | Lieu    | Match               | Score | Compétition                    |
| - | ------------ | ------- | ------------------- | ----- | ------------------------------ |
| 1 | 11 juin 1990 | Gênes   | Écosse - Costa Rica | 0-1   | Coupe du monde 1990 (Groupe C) |
| 2 | 23 mars 2018 | Glasgow | Écosse - Costa Rica | 0-1   | Match amical                   |

| Rencontres | Victoire | Nul | Défaite | BM | BE |
| ---------- | -------- | --- | ------- | -- | -- |
| 2          | 2        | 0   | 0       | 2  | 0  |

### Émirats Arabes Unis
Confrontations entre les Émirats Arabes Unis et le Costa Rica en matchs officiels :
| # | Date              | Lieu   | Match                            | Score | Compétition  |
| - | ----------------- | ------ | -------------------------------- | ----- | ------------ |
| 1 | 12 septembre 2023 | Zagreb | Costa Rica - Émirats Arabes Unis | 1-4   | Match amical |

#### Bilan
| Rang | Équipe              | Pts | J | G | N | P | Bp | Bc | Diff |
| ---- | ------------------- | --- | - | - | - | - | -- | -- | ---- |
| 1    | Émirats arabes unis | 3   | 1 | 1 | 0 | 0 | 4  | 1  | +3   |
| 2    | Costa Rica          | 0   | 1 | 0 | 0 | 1 | 1  | 4  | -3   |

### Équateur
Confrontations entre l'Équateur et le Costa Rica en matchs officiels :
| #  | Date             | Lieu     | Match                 | Score | Compétition                    |
| -- | ---------------- | -------- | --------------------- | ----- | ------------------------------ |
| 1  | 27 mai 1992      | San José | Costa Rica - Équateur | 2-1   | Match amical                   |
| 2  | 6 août 1992      | Asuncion | Équateur - Costa Rica | 1-1   | Match amical                   |
| 3  | 15 juin 1995     | Séoul    | Équateur - Costa Rica | 2-1   | Tournoi amical                 |
| 4  | 15 août 1996     | Cuenca   | Équateur - Costa Rica | 1-1   | Match amical                   |
| 5  | 27 janvier 1999  | San José | Costa Rica - Équateur | 0-0   | Match amical                   |
| 6  | 16 octobre 2002  | San José | Costa Rica - Équateur | 1-1=  | Match amical                   |
| 7  | 20 novembre 2002 | Quito    | Équateur - Costa Rica | 2-2   | Match amical                   |
| 8  | 16 février 2005  | Heredia  | Costa Rica - Équateur | 1-2   | Match amical                   |
| 9  | 15 juin 2006     | Hambourg | Équateur - Costa Rica | 3-0   | Coupe du monde 2006 (Groupe A) |
| 10 | 10 août 2011     | San José | Costa Rica - Équateur | 0-2   | Match amical                   |
| 11 | 6 septembre 2011 | Quito    | Équateur - Costa Rica | 4-0   | Match amical                   |
| 12 | 20 juin 2023     | Chester  | Équateur - Costa Rica | 3-1   | Match amical                   |

| Rencontres | Victoire | Nul | Défaite | BM | BE |
| ---------- | -------- | --- | ------- | -- | -- |
| 12         | 1        | 5   | 6       | 10 | 22 |

### Espagne
Confrontations entre l'Espagne et le Costa Rica en matchs officiels :
| # | Date             | Lieu     | Match                | Score | Compétition                    |
| - | ---------------- | -------- | -------------------- | ----- | ------------------------------ |
| 1 | 15 novembre 2011 | San José | Costa Rica - Espagne | 2-2   | Match amical                   |
| 2 | 11 juin 2015     | León     | Espagne - Costa Rica | 2-1   | Match amical                   |
| 3 | 11 novembre 2017 | Malaga   | Espagne - Costa Rica | 5-0   | Match amical                   |
| 4 | 23 novembre 2022 | Doha     | Espagne - Costa Rica | 7-0   | Coupe du monde 2022 (Groupe E) |

| Rencontres | Victoire | Nul | Défaite | BM | BE |
| ---------- | -------- | --- | ------- | -- | -- |
| 4          | 0        | 1   | 3       | 3  | 16 |

### États-Unis
Confrontations en matchs officiels entre le Costa Rica et les États-Unis :
| #  | Date               | Lieu           | Match                   | Score  | Compétition                                             |
| -- | ------------------ | -------------- | ----------------------- | ------ | ------------------------------------------------------- |
| 1  | 3 septembre 1959   |                | États-Unis - Costa Rica | 3-4    | Match amical                                            |
| 2  | 19 août 1975       | Mexico         | États-Unis - Costa Rica | 1-3    | Match amical                                            |
| 3  | 26 mai 1985        | Alajuela       | Costa Rica - États-Unis | 1-1    | Championnat de la CONCACAF 1985 (1er tour)              |
| 4  | 31 mai 1985        | Los Angeles    | États-Unis - Costa Rica | 0-1    | Championnat de la CONCACAF 1985 (1er tour)              |
| 5  | 14 juin 1988       | San Antonio    | États-Unis - Costa Rica | 1-0    | Match amical                                            |
| 6  | 16 avril 1989      | San José       | Costa Rica - États-Unis | 1-0    | Championnat de la CONCACAF 1989 (Tour final)            |
| 7  | 30 avril 1989      | Torrance       | États-Unis - Costa Rica | 1-0    | Championnat de la CONCACAF 1989 (Tour final)            |
| 8  | 2 février 1990     | Miami          | États-Unis - Costa Rica | 0-2    | Match amical                                            |
| 9  | 3 juillet 1991     | Los Angeles    | États-Unis - Costa Rica | 3-2    | Gold Cup 1991 (Groupe B)                                |
| 10 | 24 novembre 1991   | Dallas         | États-Unis - Costa Rica | 1-1    | Match amical                                            |
| 11 | 12 février 1992    | San José       | Costa Rica - États-Unis | 0-0    | Match amical                                            |
| 12 | 21 juillet 1993    | Dallas         | États-Unis - Costa Rica | 1-0 ap | Gold Cup 1993 (Demi-finale)                             |
| 13 | 28 mai 1995        | Tampa          | États-Unis - Costa Rica | 1-2    | Match amical                                            |
| 14 | 1er décembre 1996  | San José       | Costa Rica - États-Unis | 2-1    | Qualifications pour la Coupe du monde 1998 (2e tour)    |
| 15 | 14 décembre 1996   | Palo Alto      | États-Unis - Costa Rica | 2-1    | Qualifications pour la Coupe du monde 1998 (2e tour)    |
| 16 | 23 mars 1997       | San José       | Costa Rica - États-Unis | 3-2    | Qualifications pour la Coupe du monde 1998 (Tour final) |
| 17 | 9 novembre 1997    | Portland       | États-Unis - Costa Rica | 1-0    | Qualifications pour la Coupe du monde 1998 (Tour final) |
| 18 | 7 février 1998     | Oakland        | États-Unis - Costa Rica | 2-1    | Gold Cup 1998 (Groupe C)                                |
| 19 | 23 juillet 2000    | San José       | Costa Rica - États-Unis | 2-1    | Qualifications pour la Coupe du monde 2002 (2e tour)    |
| 20 | 11 octobre 2000    | Colombus       | États-Unis - Costa Rica | 0-0    | Qualifications pour la Coupe du monde 2002 (2e tour)    |
| 21 | 25 avril 2001      | Kansas City    | États-Unis - Costa Rica | 1-0    | Qualifications pour la Coupe du monde 2002 (Tour final) |
| 22 | 5 septembre 2001   | San José       | Costa Rica - États-Unis | 2-0    | Qualifications pour la Coupe du monde 2002 (Tour final) |
| 23 | 2 février 2002     | Pasadena       | États-Unis - Costa Rica | 2-0    | Gold Cup 2002 (Finale)                                  |
| 24 | 26 juillet 2003    | Miami          | États-Unis - Costa Rica | 3-2    | Gold Cup 2003 (Match pour la 3e place)                  |
| 25 | 4 juin 2005        | Salt Lake City | États-Unis - Costa Rica | 3-0    | Qualifications pour la Coupe du monde 2006 (Tour final) |
| 26 | 12 juillet 2005    | Foxborough     | États-Unis - Costa Rica | 0-0    | Gold Cup 2005 (Groupe B)                                |
| 27 | 8 octobre 2005     | San José       | Costa Rica - États-Unis | 3-0    | Qualifications pour la Coupe du monde 2006 (Tour final) |
| 28 | 3 juin 2009        | San José       | Costa Rica - États-Unis | 3-1    | Qualifications pour la Coupe du monde 2010 (4e tour)    |
| 29 | 14 octobre 2009    | Washington DC  | États-Unis - Costa Rica | 2-2    | Qualifications pour la Coupe du monde 2010 (4e tour)    |
| 30 | 2 septembre 2011   | Carson         | États-Unis - Costa Rica | 0-1    | Match amical                                            |
| 31 | 23 mars 2013       | Commerce City  | États-Unis - Costa Rica | 1-0    | Qualifications pour la Coupe du monde 2014 (4e tour)    |
| 32 | 16 juillet 2013    | East Hartford  | États-Unis - Costa Rica | 1-0    | Gold Cup 2013 (Groupe C)                                |
| 33 | 6 septembre 2013   | San José       | Costa Rica - États-Unis | 3-1    | Qualifications pour la Coupe du monde 201 (4e tour)     |
| 34 | 13 octobre 2015    | Harrison       | États-Unis - Costa Rica | 0-1    | Match amical                                            |
| 35 | 7 juin 2016        | Chicago        | États-Unis - Costa Rica | 4-0    | Copa América Centenario (Groupe A)                      |
| 36 | 22 juillet 2017    | Arlington      | États-Unis - Costa Rica | 2-0    | Gold Cup 2017 (Demi-finale)                             |
| 37 | 15 novembre 2016   | San José       | Costa Rica - États-Unis | 4-0    | Qualifications pour Coupe du monde 2018 (5e tour)       |
| 38 | 1er septembre 2017 | Harrison       | États-Unis - Costa Rica | 0-2    | Qualifications pour Coupe du monde 2018 (5e tour)       |
| 39 | 2 février 2019     | San José       | États-Unis - Costa Rica | 2-0    | Match amical                                            |
| 40 | 1er février 2020   | Carson         | États-Unis - Costa Rica | 1-0    | Match amical                                            |
| 41 | 13 octobre 2021    | Columbus       | États-Unis - Costa Rica | 2-1    | Qualifications pour la Coupe du monde 2022 (Tour final) |
| 42 | 30 mars 2022       | San José       | Costa Rica - États-Unis | 2-0    | Qualifications pour la Coupe du monde 2022 (Tour final) |
| 43 | 22 janvier 2025    | Orlando        | États-Unis - Costa Rica | 3-0    | Match amical                                            |

| Rencontres | Victoire | Nul | Défaite | BM | BE |
| ---------- | -------- | --- | ------- | -- | -- |
| 42         | 19       | 6   | 17      | 51 | 46 |

## F

### Finlande
Confrontations en matchs officiels entre le Costa Rica et la Finlande :
| # | Date             | Lieu     | Match                 | Score | Compétition  |
| - | ---------------- | -------- | --------------------- | ----- | ------------ |
| 1 | 19 novembre 2003 | Alajuela | Costa Rica - Finlande | 2-1   | Match amical |

| Rencontres | Victoire | Nul | Défaite | BM | BE |
| ---------- | -------- | --- | ------- | -- | -- |
| 1          | 1        | 0   | 0       | 2  | 1  |

### France
Confrontations entre la France et le Costa Rica en matchs officiels :
| # | Date            | Lieu           | Match               | Score | Compétition  |
| - | --------------- | -------------- | ------------------- | ----- | ------------ |
| 1 | 9 novembre 2005 | Fort-de-France | France - Costa Rica | 3-2   | Match amical |
| 2 | 26 mai 2010     | Lens           | France - Costa Rica | 2-1   | Match amical |

| Rencontres | Victoire | Nul | Défaite | BM | BE |
| ---------- | -------- | --- | ------- | -- | -- |
| 2          | 0        | 0   | 2       | 3  | 5  |

## G

### Grèce
Confrontations entre la Grèce et le Costa Rica en matchs officiels :
| # | Date         | Lieu   | Match              | Score         | Compétition                               |
| - | ------------ | ------ | ------------------ | ------------- | ----------------------------------------- |
| 1 | 29 juin 2014 | Recife | Costa Rica - Grèce | 1-1 (5-3) tab | Coupe du monde 2014 (Huitièmes de finale) |

| Rencontres | Victoire | Nul | Défaite | BM | BE |
| ---------- | -------- | --- | ------- | -- | -- |
| 1          | 0        | 1   | 0       | 1  | 1  |

### Grenade
Confrontations en matchs officiels entre le Costa Rica et la Grenade :
| # | Date         | Lieu          | Match                | Score | Compétition                                          |
| - | ------------ | ------------- | -------------------- | ----- | ---------------------------------------------------- |
| 1 | 14 juin 2008 | Saint-Georges | Grenade - Costa Rica | 2-2   | Qualifications pour la Coupe du monde 2010 (2e tour) |
| 2 | 21 juin 2008 | San José      | Costa Rica - Grenade | 3-0   | Qualifications pour la Coupe du monde 2010 (2e tour) |
| 3 | 9 juin 2024  | Saint-Georges | Grenade - Costa Rica | 0-3   | Qualifications pour la Coupe du monde 2026 (2e tour) |

| Rencontres | Victoire | Nul | Défaite | BM | BE |
| ---------- | -------- | --- | ------- | -- | -- |
| 2          | 1        | 1   | 0       | 5  | 2  |

### Guadeloupe

#### Confrontations
Confrontations en matchs officiels entre le Costa Rica et la Guadeloupe :
|   | Date             | Lieu      | Match                   | Score | Compétition                      |
| - | ---------------- | --------- | ----------------------- | ----- | -------------------------------- |
| 1 | 11 juin 2007     | Miami     | Costa Rica - Guadeloupe | 1-0   | Gold Cup 2007 (Groupe A)         |
| 2 | 19 juillet 2009  | Arlington | Costa Rica - Guadeloupe | 5-1   | Gold Cup 2009 (Quarts de finale) |
| 3 | 12 juillet 2021  | Orlando   | Costa Rica - Guadeloupe | 3-1   | Gold Cup 2021 (Groupe C)         |
| 4 | 4 Septembre 2024 | San José  | Costa Rica - Guadeloupe | 3-0   | LIGUE DES NATIONS DE LA CONCACAF |

| Rencontres | Victoire | Nul | Défaite | BM | BE |
| ---------- | -------- | --- | ------- | -- | -- |
| 3          | 3        | 0   | 0       | 9  | 2  |

### Guatemala
Confrontations en matchs officiels entre le Costa Rica et le Guatemala :
| #  | Date              | Lieu           | Match                  | Score | Compétition                                                |
| -- | ----------------- | -------------- | ---------------------- | ----- | ---------------------------------------------------------- |
| 1  | 18 septembre 1921 | Guatemala      | Guatemala - Costa Rica | 0-6   | Match amical                                               |
| 2  | 17 mars 1930      | La Havane      | Costa Rica - Guatemala | 8-1   | Jeux d'Amérique centrale et des Caraïbes 1930 (Groupe B)   |
| 3  | 25 mars 1935      | San Salvador   | Costa Rica - Guatemala | 4-3   | Jeux d'Amérique centrale et des Caraïbes 1935 (Tour final) |
| 4  | 7 décembre 1943   | San Salvador   | Costa Rica - Guatemala | 2-3   | Coupe CCCF 1943                                            |
| 5  | 16 décembre 1943  | San Salvador   | Costa Rica - Guatemala | 2-4   | Coupe CCCF 1943                                            |
| 6  | 10 mars 1946      | San José       | Costa Rica - Guatemala | 1-4   | Coupe CCCF 1946                                            |
| 7  | 16 décembre 1946  | Barranquilla   | Costa Rica - Guatemala | 6-0   | Jeux d'Amérique centrale et des Caraïbes 1946 (Tour final) |
| 8  | 4 mars 1948       | Guatemala      | Guatemala - Costa Rica | 1-1   | Coupe CCCF 1948                                            |
| 9  | 16 mars 1948      | Guatemala      | Guatemala - Costa Rica | 3-2   | Coupe CCCF 1948                                            |
| 10 | 21 mars 1953      | San José       | Costa Rica - Guatemala | 3-0   | Coupe CCCF 1953                                            |
| 11 | 24 juillet 1955   | San José       | Costa Rica - Guatemala | 9-1   | Match amical                                               |
| 12 | 31 juillet 1955   | Guatemala      | Guatemala - Costa Rica | 3-1   | Match amical                                               |
| 13 | 21 août 1955      | Tegucigalpa    | Guatemala - Costa Rica | 0-2   | Coupe CCCF 1955                                            |
| 14 | 10 février 1957   | Guatemala      | Guatemala - Costa Rica | 2-6   | Qualifications pour la Coupe du monde 1958 (1er tour)      |
| 15 | 17 février 1957   | San José       | Costa Rica - Guatemala | 3-1   | Qualifications pour la Coupe du monde 1958 (1er tour)      |
| 16 | 21 août 1960      | San José       | Costa Rica - Guatemala | 3-2   | Qualifications pour la Coupe du monde 1962 (1er tour)      |
| 17 | 28 août 1960      | Guatemala      | Guatemala - Costa Rica | 4-4   | Qualifications pour la Coupe du monde 1962 (1er tour)      |
| 18 | 1er mars 1961     | San José       | Costa Rica - Guatemala | 4-2   | Coupe CCCF 1961                                            |
| 19 | 28 mars 1965      | Guatemala      | Guatemala - Costa Rica | 0-0   | Championnat de la CONCACAF 1965 (Tour final)               |
| 20 | 27 novembre 1969  | San José       | Costa Rica - Guatemala | 1-1   | Championnat de la CONCACAF 1969 (Tour final)               |
| 21 | 15 octobre 1972   | Guatemala      | Guatemala - Costa Rica | 0-0   | Match amical                                               |
| 22 | 12 novembre 1972  | San José       | Costa Rica - Guatemala | 1-1   | Match amical                                               |
| 23 | 30 juin 1976      | Guatemala      | Guatemala - Costa Rica | 1-0   | Match amical                                               |
| 24 | 5 décembre 1976   | San José       | Costa Rica - Guatemala | 0-0   | Championnat de la CONCACAF 1977 (Tour préliminaire)        |
| 25 | 12 décembre 1976  | Guatemala      | Guatemala - Costa Rica | 1-1   | Championnat de la CONCACAF 1977 (Tour préliminaire)        |
| 26 | 20 mai 1980       | Tegucigalpa    | Guatemala - Costa Rica | 0-0   | Match amical                                               |
| 27 | 29 mai 1980       | San José       | Costa Rica - Guatemala | 2-1   | Match amical                                               |
| 28 | 12 octobre 1980   | Guatemala      | Guatemala - Costa Rica | 0-0   | Championnat de la CONCACAF 1981 (Tour préliminaire)        |
| 29 | 26 novembre 1980  | San José       | Costa Rica - Guatemala | 0-3   | Championnat de la CONCACAF 1981 (Tour préliminaire)        |
| 30 | 17 février 1985   | Guatemala      | Guatemala - Costa Rica | 1-0   | Match amical                                               |
| 31 | 6 mars 1985       | San José       | Costa Rica - Guatemala | 2-0   | Match amical                                               |
| 32 | 6 janvier 1988    | Guatemala      | Guatemala - Costa Rica | 1-2   | Match amical                                               |
| 33 | 2 mars 1988       | San José       | Costa Rica - Guatemala | 2-1   | Match amical                                               |
| 34 | 23 février 1989   | Los Angeles    | Guatemala - Costa Rica | 3-2   | Match amical                                               |
| 35 | 19 mars 1989      | Guatemala      | Guatemala - Costa Rica | 1-0   | Championnat de la CONCACAF 1989 (Tour final)               |
| 36 | 2 avril 1989      | San José       | Costa Rica - Guatemala | 2-1   | Championnat de la CONCACAF 1989 (Tour final)               |
| 37 | 2 juin 1991       | San José       | Costa Rica - Guatemala | 1-0   | Coupe UNCAF 1991 (Tour final)                              |
| 38 | 29 juin 1991      | Pasadena       | Costa Rica - Guatemala | 2-0   | Gold Cup 1991 (Groupe B)                                   |
| 39 | 17 novembre 1996  | San José       | Costa Rica - Guatemala | 3-0   | Qualificcations pour la Coupe du monde 1998 (2e tour)      |
| 40 | 24 novembre 1996  | Los Angeles    | Guatemala - Costa Rica | 1-0   | Qualificcations pour la Coupe du monde 1998 (2e tour)      |
| 41 | 16 avril 1997     | Guatemala      | Guatemala - Costa Rica | 1-1   | Coupe UNCAF 1997 (Groupe A)                                |
| 42 | 27 avril 1997     | Guatemala      | Guatemala - Costa Rica | 1-1   | Coupe UNCAF 1997 (Tour final)                              |
| 43 | 24 mars 1999      | San José       | Costa Rica - Guatemala | 1-0   | Coupe UNCAF 1999 (Tour final)                              |
| 44 | 15 août 2000      | Alajuela       | Costa Rica - Guatemala | 2-1   | Qualifications pour la Coupe du monde 2002 (2e tour)       |
| 45 | 15 novembre 2000  | Mazatenango    | Guatemala - Costa Rica | 2-1   | Qualifications pour la Coupe du monde 2002 (2e tour)       |
| 46 | 6 janvier 2001    | Miami          | Guatemala - Costa Rica | 2-5   | Qualifications pour la Coupe du monde 2002 (2e tour)       |
| 47 | 27 mai 2001       | San Pedro Sula | Costa Rica - Guatemala | 1-1   | Coupe UNCAF 2001 (Groupe B)                                |
| 48 | 1er juin 2001     | Tegucigalpa    | Costa Rica - Guatemala | 0-2   | Coupe UNCAF 2001 (Tour final)                              |
| 49 | 13 février 2003   | Panama         | Costa Rica - Guatemala | 1-1   | Coupe UNCAF 2003                                           |
| 50 | 5 septembre 2004  | Guatemala      | Guatemala - Costa Rica | 2-1   | Qualifications pour la Coupe du monde 2006 (2e tour)       |
| 51 | 9 octobre 2004    | San José       | Costa Rica - Guatemala | 5-0   | Qualifications pour la Coupe du monde 2006 (2e tour)       |
| 52 | 25 février 2005   | Guatemala      | Guatemala - Costa Rica | 0-4   | Coupe UNCAF 2005 (Demi-finale)                             |
| 53 | 8 juin 2005       | San José       | Costa Rica - Guatemala | 3-2   | Qualifications pour la Coupe du monde 2006 (Tour final)    |
| 54 | 12 octobre 2005   | Guatemala      | Guatemala - Costa Rica | 3-1   | Qualifications pour la Coupe du monde 2006 (Tour final)    |
| 55 | 25 janvier 2009   | Tegucigalpa    | Guatemala - Costa Rica | 1-3   | Coupe UNCAF 2009 (Groupe 2)                                |
| 56 | 16 janvier 2011   | Panama         | Guatemala - Costa Rica | 0-2   | Copa Centroamericana 2011 (Groupe B)                       |
| 57 | 25 mai 2012       | San José       | Costa Rica - Guatemala | 3-2   | Match amical                                               |
| 58 | 1er juin 2012     | Guatemala      | Guatemala - Costa Rica | 1-0   | Match amical                                               |
| 59 | 22 janvier 2013   | San José       | Costa Rica - Guatemala | 1-1   | Copa Centroamericana 2013 (Groupe A)                       |
| 60 | 13 septembre 2014 | Los Angeles    | Guatemala - Costa Rica | 1-2   | Copa Centroamericana 2014 (Finale)                         |
| 61 | 22 mars 2019      | Guatemala      | Guatemala - Costa Rica | 1-0   | Match amical                                               |
| 62 | 15 juin 2023      | Carson         | Costa Rica - Guatemala | 0-1   | Match amical                                               |
| 63 | 9 Septembre 2024  | Guatemala      | Guatemala - Costa Rica | 0-0   | LIGUE DES NATIONS DE LA CONCACAF                           |
| 64 | 14 octobre 2024   | San José       | Costa Rica - Guatemala | 0-0   | LIGUE DES NATIONS DE LA CONCACAF                           |

| Rencontres | Victoire | Nul | Défaite | BM  | BE |
| ---------- | -------- | --- | ------- | --- | -- |
| 62         | 29       | 15  | 19      | 126 | 78 |

### Guyana
Confrontations entre le Guyana et le Costa Rica en matchs officiels :
| # | Date            | Lieu       | Match               | Score | Compétition                                          |
| - | --------------- | ---------- | ------------------- | ----- | ---------------------------------------------------- |
| 1 | 12 juin 2012    | Georgetown | Guyana - Costa Rica | 0-4   | Qualifications pour la Coupe du monde 2014 (3e tour) |
| 2 | 16 octobre 2012 | San José   | Costa Rica - Guyana | 7-0   | Qualifications pour la Coupe du monde 2014 (3e tour) |

| Rencontres | Victoire | Nul | Défaite | BM | BE |
| ---------- | -------- | --- | ------- | -- | -- |
| 0          | 0        | 0   | 0       | 0  | 0  |

### Guyane
Confrontations en matchs officiels entre le Costa Rica et la Guyane :
| # | Date            | Lieu   | Match               | Score | Compétition              |
| - | --------------- | ------ | ------------------- | ----- | ------------------------ |
| 1 | 14 juillet 2017 | Frisco | Costa Rica - Guyane | 3-0   | Gold Cup 2017 (Groupe A) |

| Rencontres | Victoire | Nul | Défaite | BM | BE |
| ---------- | -------- | --- | ------- | -- | -- |
| 1          | 1        | 0   | 0       | 3  | 0  |

## H

### Haïti
Confrontations en matchs officiels entre le Costa Rica et Haïti :
| #  | Date              | Lieu           | Match              | Score      | Compétition                                          |
| -- | ----------------- | -------------- | ------------------ | ---------- | ---------------------------------------------------- |
| 1  | 10 mars 1961      | San José       | Costa Rica - Haïti | 3-0        | Coupe CCCF 1961 (Groupe 1)                           |
| 2  | 18 mars 1961      | San José       | Costa Rica - Haïti | 8-0        | Coupe CCCF 1961 (Tour final)                         |
| 3  | 10 avril 1965     | Guatemala      | Costa Rica - Haïti | 3-1        | Championnat de la CONCACAF 1965 (Tour final)         |
| 4  | 25 novembre 1971  | Port-d'Espagne | Haïti - Costa Rica | 0-0        | Championnat de la CONCACAF 1971 (Tour final)         |
| 5  | 26 janvier 2002   | Pasadena       | Costa Rica - Haïti | 2-1 ap beo | Gold Cup 2002 (Quarts de finale)                     |
| 6  | 12 janvier 2005   | San José       | Costa Rica - Haïti | 3-3        | Match amical                                         |
| 7  | 9 juin 2007       | Miami          | Haïti - Costa Rica | 1-1        | Gold Cup 2007 (Groupe A)                             |
| 8  | 17 octobre 2007   | San José       | Costa Rica - Haïti | 1-1        | Match amical                                         |
| 9  | 10 septembre 2008 | Port-au-Prince | Haïti - Costa Rica | 1-3        | Qualifications pour la Coupe du monde 2010 (3e tour) |
| 10 | 15 octobre 2008   | San José       | Costa Rica - Haïti | 2-0        | Qualifications pour la Coupe du monde 2010 (3e tour) |
| 11 | 13 novembre 2015  | San José       | Costa Rica - Haïti | 1-0        | Qualifications pour la Coupe du monde 2018 (4e tour) |
| 12 | 2 septembre 2016  | Port-au-Prince | Haïti - Costa Rica | 0-1        | Qualifications pour la Coupe du monde 2018 (4e tour) |
| 13 | 24 juin 2019      | Harrison       | Haïti - Costa Rica | 2-1        | Gold Cup 2019 (Groupe B)                             |
| 14 | 10 octobre 2019   | Port-au-Prince | Haïti - Costa Rica | 1-1        | Ligue des nations 2019-2020 (Ligue A - Groupe D)     |
| 15 | 17 novembre 2019  | San José       | Costa Rica - Haïti | 1-1        | Ligue des nations 2019-2020 (Ligue A - Groupe D)     |

| Rencontres | Victoire | Nul | Défaite | BM | BE |
| ---------- | -------- | --- | ------- | -- | -- |
| 15         | 8        | 6   | 1       | 31 | 12 |

### Honduras
Confrontations en matchs officiels entre le Costa Rica et le Honduras :
| #  | Date              | Lieu            | Match                  | Score         | Compétition                                                          |
| -- | ----------------- | --------------- | ---------------------- | ------------- | -------------------------------------------------------------------- |
| 1  | 4 avril 1930      | La Havane       | Costa Rica - Honduras  | 8-0           | Jeux d'Amérique centrale et des Caraïbes 1930 (Tour final)           |
| 2  | 3 avril 1935      | San Salvador    | Costa Rica - Honduras  | 6-0           | Jeux d'Amérique centrale et des Caraïbes 1935 (Tour final)           |
| 3  | 7 mars 1946       | San José        | Costa Rica - Honduras  | 5-1           | Coupe CCCF 1946                                                      |
| 4  | 13 mars 1953      | San José        | Costa Rica - Honduras  | 4-1           | Coupe CCCF 1953                                                      |
| 5  | 28 août 1955      | Tegucigalpa     | Honduras - Costa Rica  | 1-2           | Coupe CCCF 1955                                                      |
| 6  | 14 décembre 1959  | San Salvador    | Costa Rica - Honduras  | 6-1           | Match amical                                                         |
| 7  | 20 février 1960   | La Havane       | Costa Rica - Honduras  | 1-1           | Coupe CCCF 1960                                                      |
| 8  | 4 septembre 1960  | Tegucigalpa     | Honduras - Costa Rica  | 2-1           | Qualifications pour la Coupe du monde 1962 (1er tour)                |
| 9  | 11 septembre 1960 | San José        | Costa Rica - Honduras  | 5-0           | Qualifications pour la Coupe du monde 1962 (1er tour)                |
| 10 | 14 janvier 1961   | Guatemala       | Honduras - Costa Rica  | 0-1           | Qualifications pour la Coupe du monde 1962 (1er tour)                |
| 11 | 20 mars 1961      | San José        | Costa Rica - Honduras  | 3-0           | Coupe CCCF 1961                                                      |
| 12 | 5 avril 1963      | San Salvador    | Costa Rica - Honduras  | 2-1           | Championnat de la CONCACAF 1963 (Tour final)                         |
| 13 | 11 juillet 1965   | Tegucigalpa     | Honduras - Costa Rica  | 1-1           | Match amical                                                         |
| 14 | 22 décembre 1968  | Tegucigalpa     | Honduras - Costa Rica  | 1-0           | Qualifications pour la Coupe du monde 1970 (1er tour)                |
| 15 | 29 décembre 1968  | San José        | Costa Rica - Honduras  | 1-1           | Qualifications pour la Coupe du monde 1970 (1er tour)                |
| 16 | 22 novembre 1971  | Port-d'Espagne  | Costa Rica - Honduras  | 2-1           | Championnat de la CONCACAF 1971 (Tour final)                         |
| 17 | 3 décembre 1972   | Tegucigalpa     | Honduras - Costa Rica  | 2-1           | Championnat de la CONCACAF 1973 (Tour préliminaire)                  |
| 18 | 10 décembre 1972  | San José        | Costa Rica - Honduras  | 3-3           | Championnat de la CONCACAF 1973 (Tour préliminaire)                  |
| 19 | 6 mars 1980       | Tegucigalpa     | Honduras - Costa Rica  | 1-1           | Match amical                                                         |
| 20 | 16 avril 1980     | San José        | Costa Rica - Honduras  | 1-1           | Match amical                                                         |
| 21 | 1er octobre 1980  | San José        | Costa Rica - Honduras  | 2-3           | Championnat de la CONCACAF 1981 (Tour préliminaire)                  |
| 22 | 16 novembre 1980  | Tegucigalpa     | Honduras - Costa Rica  | 1-1           | Championnat de la CONCACAF 1981 (Tour préliminaire)                  |
| 23 | 11 août 1985      | San José        | Costa Rica - Honduras  | 2-2           | Championnat de la CONCACAF 1985 (Tour final)                         |
| 24 | 8 septembre 1985  | Tegucigalpa     | Honduras - Costa Rica  | 3-1           | Championnat de la CONCACAF 1985 (Tour final)                         |
| 25 | 26 mai 1991       | San José        | Costa Rica - Honduras  | 2-0           | Coupe UNCAF 1991 (Tour final)                                        |
| 26 | 5 juillet 1991    | Los Angeles     | Honduras - Costa Rica  | 2-0           | Gold Cup 1991 (Demi-finale)                                          |
| 27 | 8 novembre 1992   | San José        | Costa Rica - Honduras  | 2-3           | Qualifications pour la Coupe du monde 1994 (2e tour)                 |
| 28 | 5 décembre 1992   | Tegucigalpa     | Honduras - Costa Rica  | 2-1           | Qualifications pour la Coupe du monde 1994 (2e tour)                 |
| 29 | 7 mars 1993       | Tegucigalpa     | Honduras - Costa Rica  | 2-0           | Coupe UNCAF 1993 (Tour final)                                        |
| 30 | 7 décembre 1995   | San Salvador    | Honduras - Costa Rica  | 1-1 (4-2) tab | Coupe UNCAF 1995 (Demi-finale)                                       |
| 31 | 4 août 1996       | San José        | Costa Rica - Honduras  | 1-1           | Match amical                                                         |
| 32 | 11 août 1996      | Tegucigalpa     | Honduras - Costa Rica  | 0-0           | Match amical                                                         |
| 33 | 23 avril 1997     | Guatemala       | Costa Rica - Honduras  | 4-0           | Coupe UNCAF 1997 (Tour final)                                        |
| 34 | 22 janvier 1998   | Nicoya          | Costa Rica - Honduras  | 1-4           | Match amical                                                         |
| 35 | 21 mars 1999      | San José        | Costa Rica - Honduras  | 0-1           | Coupe UNCAF 1999 (Groupe A)                                          |
| 36 | 26 mars 1999      | San José        | Costa Rica - Honduras  | 1-2           | Coupe UNCAF 1999 (Tour final)                                        |
| 37 | 29 décembre 1999  | Alajuela        | Costa Rica - Honduras  | 1-1           | Match amical                                                         |
| 38 | 28 février 2001   | San José        | Costa Rica - Honduras  | 2-2           | Qualifications pour la Coupe du monde 2002 (Tour final)              |
| 39 | 1er juillet 2001  | Tegucigalpa     | Honduras - Costa Rica  | 2-3           | Qualifications pour la Coupe du monde 2002 (Tour final)              |
| 40 | 13 juillet 2001   | Medellín        | Honduras - Costa Rica  | 0-1           | Copa América 2001 (Groupe C)                                         |
| 41 | 18 février 2003   | Panama          | Costa Rica - Honduras  | 1-0           | Coupe UNCAF 2003 (Tour final)                                        |
| 42 | 18 août 2004      | Alajuela        | Costa Rica - Honduras  | 2-5           | Qualifications pour la Coupe du monde 2006 (Tour final)              |
| 43 | 17 novembre 2004  | San Pedro Sula  | Honduras - Costa Rica  | 0-0           | Qualifications pour la Coupe du monde 2006 (Tour final)              |
| 44 | 27 février 2005   | Guatemala       | Costa Rica - Honduras  | 1-1 (7-6) tab | Coupe UNCAF 2005 (Finale)                                            |
| 45 | 16 juillet 2005   | Foxborough      | Honduras - Costa Rica  | 3-2           | Gold Cup 2005 (Quarts de finale)                                     |
| 46 | 9 février 2007    | San Salvador    | Costa Rica - Honduras  | 3-1           | Coupe UNCAF 2007 (Groupe B)                                          |
| 47 | 9 septembre 2007  | Hartford        | Costa Rica - Honduras  | 0-0 (3-2) tab | Match amical                                                         |
| 48 | 11 février 2009   | San José        | Costa Rica - Honduras  | 2-0           | Qualifications pour la Coupe du monde 2010 (4e tour)                 |
| 49 | 12 août 2009      | San Pedro Sula  | Honduras - Costa Rica  | 4-0           | Qualifications pour la Coupe du monde 2010 (4e tour)                 |
| 50 | 23 janvier 2011   | Panama          | Honduras - Costa Rica  | 2-1           | Copa Centroamericana 2011 (Finale)                                   |
| 51 | 18 juin 2011      | East Rutherford | Costa Rica - Honduras  | 1-1 (2-4) tab | Gold Cup 2011 (Quarts de finale)                                     |
| 52 | 11 avril 2012     | San José        | Costa Rica - Honduras  | 1-1           | Match amical                                                         |
| 53 | 27 janvier 2013   | San José        | Costa Rica - Honduras  | 1-0           | Copa Centroamericana 2013 (Finale)                                   |
| 54 | 7 juin 2013       | San José        | Costa Rica - Honduras  | 1-0           | Qualifications pour la Coupe du monde 2014 (4e tour)                 |
| 55 | 21 juillet 2013   | Baltimore       | Honduras - Costa Rica  | 1-0           | Gold Cup 2013 (Quarts de finale)                                     |
| 56 | 11 octobre 2013   | San Pedro Sula  | Honduras - Costa Rica  | 1-0           | Qualifications pour la Coupe du monde 2014 (4e tour)                 |
| 57 | 20 janvier 2017   | Panama          | Honduras - Costa Rica  | 1-1           | Copa Centroamericana 2017                                            |
| 58 | 28 mars 2017      | San Pedro Sula  | Honduras - Costa Rica  | 1-1           | Qualifications pour la Coupe du monde 2018 (5e tour)                 |
| 59 | 7 juillet 2017    | Harrison        | Honduras - Costa Rica  | 0-1           | Gold Cup 2017 (Groupe A)                                             |
| 60 | 7 octobre 2017    | San José        | Costa Rica - Honduras  | 1-1           | Qualifications pour la Coupe du monde 2018 (5e tour)                 |
| 61 | 6 juin 2021       | Denver          | Honduras - Costa Rica  | 2-2 (4-5) tab | Ligue des nations 2019-2020 (Match pour la 3e place)                 |
| 62 | 7 octobre 2021    | San Pedro Sula  | Honduras - Costa Rica  | 0-0           | Qualifications pour la Coupe du monde 2022 (Tour final)              |
| 63 | 16 novembre 2021  | San José        | Costa Rica - Honduras  | 2-1           | Qualifications pour la Coupe du monde 2022 (Tour final)              |
| 64 | 23 mars 2024      | Frisco          | Costa Rica - Hounduras | 3-1           | Repêchage de la Concacaf qualificatif pour la Copa América 2024 (en) |

| Rencontres | Victoire | Nul | Défaite | BM  | BE |
| ---------- | -------- | --- | ------- | --- | -- |
| 64         |          | 23  |         | 106 | 79 |

### Hongrie
Confrontations entre la Hongrie et le Costa Rica en matchs officiels :
| # | Date             | Lieu     | Match                | Score | Compétition  |
| - | ---------------- | -------- | -------------------- | ----- | ------------ |
| 1 | 14 novembre 2017 | Budapest | Hongrie - Costa Rica | 1-0   | Match amical |

| Rencontres | Victoire | Nul | Défaite | BM | BE |
| ---------- | -------- | --- | ------- | -- | -- |
| 1          | 0        | 0   | 1       | 0  | 1  |

## I

### Iran
Confrontations entre l'Iran et le Costa Rica en matchs officiels :
| # | Date            | Lieu    | Match             | Score | Compétition  |
| - | --------------- | ------- | ----------------- | ----- | ------------ |
| 1 | 1er mars 2006   | Téhéran | Iran - Costa Rica | 3-2   | Match amical |
| 2 | 30 janvier 2008 | Téhéran | Iran - Costa Rica | 0-0   | Match amical |

| Rencontres | Victoire | Nul | Défaite | BM | BE |
| ---------- | -------- | --- | ------- | -- | -- |
| 2          | 0        | 1   | 1       | 2  | 3  |

### Irlande
Confrontations entre l'Irlande et le Costa Rica en matchs officiels :
| # | Date        | Lieu    | Match                | Score | Compétition  |
| - | ----------- | ------- | -------------------- | ----- | ------------ |
| 1 | 6 juin 2014 | Chester | Irlande - Costa Rica | 1-1   | Match amical |

| Rencontres | Victoire | Nul | Défaite | BM | BE |
| ---------- | -------- | --- | ------- | -- | -- |
| 1          | 0        | 1   | 0       | 1  | 1  |

### Irlande du Nord
Confrontations entre l'Irlande du Nord et le Costa Rica en matchs officiels :
| # | Date        | Lieu     | Match                        | Score | Compétition  |
| - | ----------- | -------- | ---------------------------- | ----- | ------------ |
| 1 | 3 juin 2018 | San José | Costa Rica - Irlande du Nord | 3-0   | Match amical |

| Rencontres | Victoire | Nul | Défaite | BM | BE |
| ---------- | -------- | --- | ------- | -- | -- |
| 1          | 1        | 0   | 0       | 3  | 0  |

### Italie
Confrontations entre l'Italie et le Costa Rica en matchs officiels :
| # | Date         | Lieu      | Match               | Score | Compétition                    |
| - | ------------ | --------- | ------------------- | ----- | ------------------------------ |
| 1 | 11 juin 1994 | New Haven | Italie - Costa Rica | 1-0   | Match amical                   |
| 2 | 20 juin 2014 | Recife    | Italie - Costa Rica | 0-1   | Coupe du monde 2014 (Groupe D) |

| Rencontres | Victoire | Nul | Défaite | BM | BE |
| ---------- | -------- | --- | ------- | -- | -- |
| 2          | 1        | 0   | 0       | 1  | 1  |

## J

### Jamaïque

#### Confrontations
Confrontations en matchs officiels entre le Costa Rica et la Jamaïque :
|    | Date              | Lieu            | Match                 | Score | Compétition                                                            |
| -- | ----------------- | --------------- | --------------------- | ----- | ---------------------------------------------------------------------- |
| 1  | 24 mars 1963      | Santa Ana       | Costa Rica - Jamaïque | 6-0   | Coupe des nations de la CONCACAF 1963 (gr. B)                          |
| 2  | 11 mai 1965       | San José        | Costa Rica - Jamaïque | 7-0   | Qualifications pour la Coupe du monde 1966 (zone CONCACAF - 2e tour)   |
| 3  | 22 mai 1965       | Kingston        | Jamaïque - Costa Rica | 1-1   | Qualifications pour la Coupe du monde 1966 (zone CONCACAF - 2e tour)   |
| 4  | 27 novembre 1968  | San José        | Costa Rica - Jamaïque | 3-0   | Éliminatoires de la Coupe du monde 1970 (zone CONCACAF - 1er tour)     |
| 5  | 1er décembre 1968 | San José        | Costa Rica - Jamaïque | 3-1   | Éliminatoires de la Coupe du monde 1970 (zone CONCACAF - 1er tour)     |
| 6  | 8 décembre 1969   | San José        | Costa Rica - Jamaïque | 3-0   | Championnat de la CONCACAF 1969 (tour final)                           |
| 7  | 4 juillet 1993    | Kingston        | Jamaïque - Costa Rica | 1-1   | Match amical                                                           |
| 8  | 25 juillet 1993   | Mexico          | Jamaïque - Costa Rica | 1-1   | Gold Cup 1993 (match pour la 3e place)                                 |
| 9  | 27 septembre 1995 | Kingston        | Jamaïque - Costa Rica | 2-0   | Match amical                                                           |
| 10 | 3 septembre 1996  | Kingston        | Jamaïque - Costa Rica | 2-0   | Match amical                                                           |
| 11 | 9 octobre 1996    | San José        | Costa Rica - Jamaïque | 0-0   | Match amical                                                           |
| 12 | 11 mai 1997       | San José        | Costa Rica - Jamaïque | 3-1   | Éliminatoires de la Coupe du monde 1998 (zone CONCACAF - tour final)   |
| 13 | 14 septembre 1997 | Kingston        | Jamaïque - Costa Rica | 1-0   | Éliminatoires de la Coupe du monde 1998 (zone CONCACAF - tour final)   |
| 14 | 10 février 1999   | Kingston        | Jamaïque - Costa Rica | 1-1   | Match amical                                                           |
| 15 | 24 février 1999   | San José        | Costa Rica - Jamaïque | 9-0   | Match amical                                                           |
| 16 | 20 juin 2001      | Alajuela        | Costa Rica - Jamaïque | 2-1   | Qualification pour la Coupe du monde 2002 (zone CONCACAF - tour final) |
| 17 | 11 novembre 2001  | Kingston        | Jamaïque - Costa Rica | 0-1   | Qualification pour la Coupe du monde 2002 (zone CONCACAF - tour final) |
| 18 | 6 février 2008    | Kingston        | Jamaïque - Costa Rica | 1-1   | Match amical                                                           |
| 19 | 7 juillet 2009    | Colombus        | Jamaïque - Costa Rica | 0-1   | Gold Cup 2009 (gr. A)                                                  |
| 20 | 5 septembre 2010  | Kingston        | Jamaïque - Costa Rica | 1-0   | Match amical                                                           |
| 21 | 17 novembre 2010  | Fort Lauderdale | Jamaïque - Costa Rica | 0-0   | Match amical                                                           |
| 22 | 21 mars 2012      | Kingston        | Jamaïque - Costa Rica | 0-0   | Match amical                                                           |
| 23 | 26 mars 2013      | San José        | Costa Rica - Jamaïque | 2-0   | Éliminatoires de la Coupe du monde 2014 (zone CONCACAF, 4e tour)       |
| 24 | 10 septembre 2013 | Kingston        | Jamaïque - Costa Rica | 1-1   | Éliminatoires de la Coupe du monde 2014 (zone CONCACAF, 4e tour)       |
| 25 | 8 juillet 2015    | Carson          | Costa Rica - Jamaïque | 2-2   | Gold Cup 2015 (gr. B)                                                  |
| 26 | 25 mars 2016      | Kingston        | Jamaïque - Costa Rica | 1-1   | Éliminatoires de la Coupe du monde 2018 (zone CONCACAF, 4e tour)       |
| 27 | 29 mars 2016      | San José        | Costa Rica - Jamaïque | 3-0   | Éliminatoires de la Coupe du monde 2018 (zone CONCACAF, 4e tour)       |
| 28 | 26 mars 2019      | San José        | Costa Rica - Jamaïque | 1-0   | Match amical                                                           |
| 29 | 20 juillet 2021   | Orlando         | Costa Rica - Jamaïque | 1-0   | Gold Cup 2021                                                          |
| 30 | 8 septembre 2021  | San José        | Costa Rica - Jamaïque | 1-1   | Éliminatoires de la Coupe du monde de football 2022                    |
| 31 | 2 février 2022    | Kingston        | Jamaïque - Costa Rica | 0-2   | Éliminatoires de la Coupe du monde de football 2022                    |

#### Bilan
Au 10 septembre 2022 :
- Total de matchs disputés : 31
- Victoires du Costa Rica : 17
- Matchs nuls : 12
- Victoires de la Jamaïque : 5
- Total de buts marqués par le Costa Rica : 57
- Total de buts marqués par la Jamaïque : 19

### Japon

#### Confrontations
Confrontations entre le Japon et le Costa Rica en matchs officiels :
|   | Date              | Lieu      | Match              | Score | Compétition               |
| - | ----------------- | --------- | ------------------ | ----- | ------------------------- |
| 1 | 6 août 1995       | Kyoto     | Japon - Costa Rica | 3-0   | Match amical              |
| 2 | 17 avril 2002     | Yokohama  | Japon - Costa Rica | 1-1   | Match amical              |
| 3 | 2 juin 2014       | Tampa     | Costa Rica - Japon | 1-3   | Match amical              |
| 4 | 11 septembre 2018 | Osaka     | Japon - Costa Rica | 3-0   | Match amical              |
| 5 | 27 Novembre 2022  | Al Rayyan | Japon - Costa Rica | 0-1   | Coupe du Monde Qatar 2022 |

#### Bilan
- Total de matchs disputés : 5
- Victoires du Costa Rica : 1
- Matchs nuls : 1
- Victoires du Japon : 3
- Total de buts marqués par le Costa Rica : 3
- Total de buts marqués par le Japon : 10

## M

### Maroc
|   | Date         | Lieu     | Match              | Score | Compétition |
| - | ------------ | -------- | ------------------ | ----- | ----------- |
| 1 | 27 mars 2002 | San José | Costa Rica - Maroc | 0-1   | Amical      |

Bilan
- Total de matchs disputés : 1
- Victoires de l'équipe du Costa Rica : 0
- Victoires de l'équipe du Maroc : 1
- Matchs nuls : 0

### Martinique

#### Confrontations
Confrontations en matchs officiels entre le Costa Rica et la Martinique :
|   | Date            | Lieu           | Match                   | Score | Compétition                                |
| - | --------------- | -------------- | ----------------------- | ----- | ------------------------------------------ |
| 1 | 18 juillet 1993 | Mexico         | Costa Rica - Martinique | 3-1   | Gold Cup 1993 (gr. B)                      |
| 2 | 18 janvier 2002 | Miami          | Costa Rica - Martinique | 2-0   | Gold Cup 2002 (gr. C)                      |
| 3 | 5 juin 2022     | San José       | Costa Rica - Martinique | 2-0   | Ligue des nations de la CONCACAF 2022-2023 |
| 4 | 25 Mars 2023    | Fort-de-France | Martinique - Costa Rica | 1-2   | Ligue des nations de la CONCACAF 2022-2023 |
| 5 | 4 juillet 2023  | Harrison       | Costa Rica - Martinique | 6-4   | Gold Cup 2023                              |

#### Bilan
Au 9 juillet 2023 :
| Rang | Équipe     | Pts | J | G | N | P | Bp | Bc | Diff |
| ---- | ---------- | --- | - | - | - | - | -- | -- | ---- |
| 1    | Costa Rica | 15  | 5 | 5 | 0 | 0 | 15 | 6  | +9   |
| 2    | Martinique | 0   | 5 | 0 | 0 | 5 | 6  | 15 | -9   |

### Mexique

#### Confrontations
Confrontations en matchs officiels entre le Costa Rica et le Mexique :
|    | Date              | Lieu                     | Match                | Score           | Compétition                                                                                     |
| -- | ----------------- | ------------------------ | -------------------- | --------------- | ----------------------------------------------------------------------------------------------- |
| 1  | 2 avril 1935      | San Salvador             | Mexique - Costa Rica | 2-0             | Jeux d'Amérique centrale et des Caraïbes de 1935 (tour final)                                   |
| 2  | 22 février 1938   | Panama                   | Mexique - Costa Rica | 2-1             | Jeux d'Amérique centrale et des Caraïbes de 1938 (tour final)                                   |
| 3  | 26 février 1956   | Mexico                   | Mexique - Costa Rica | 1-1             | Championnat panaméricain de football 1956                                                       |
| 4  | 20 octobre 1957   | Mexico                   | Mexique - Costa Rica | 2-0             | Tours préliminaires à la Coupe du monde de football 1958 : groupe Amérique centrale et Caraïbes |
| 5  | 27 octobre 1957   | San José                 | Costa Rica - Mexique | 1-1             | Tours préliminaires à la Coupe du monde de football 1958 : groupe Amérique centrale et Caraïbes |
| 6  | 1er mars 1959     | Mexico                   | Mexique - Costa Rica | 3-1             | Match amical                                                                                    |
| 7  | 8 mars 1959       | San José                 | Costa Rica - Mexique | 1-2             | Match amical                                                                                    |
| 8  | 12 mars 1960      | San José                 | Costa Rica - Mexique | 1-1             | Championnat panaméricain de football 1960                                                       |
| 9  | 20 mars 1960      | San José                 | Costa Rica - Mexique | 0-3             | Championnat panaméricain de football 1960                                                       |
| 10 | 22 mars 1961      | San José                 | Costa Rica - Mexique | 1-0             | Éliminatoires de la Coupe du monde 1962 (zone CONCACAF - 2e tour)                               |
| 11 | 12 avril 1961     | Mexico                   | Mexique - Costa Rica | 4-1             | Éliminatoires de la Coupe du monde 1962 (zone CONCACAF - 2e tour)                               |
| 12 | 30 mars 1963      | Santa Ana                | Costa Rica - Mexique | 0-0             | Coupe des nations de la CONCACAF 1963 (gr. B)                                                   |
| 13 | 6 avril 1965      | Guatemala                | Mexique - Costa Rica | 1-1             | Championnat de la CONCACAF 1965 (tour final)                                                    |
| 14 | 25 avril 1965     | San José                 | Costa Rica - Mexique | 0-0             | Qualifications pour la Coupe du monde 1966 (zone CONCACAF - 2e tour)                            |
| 15 | 16 mai 1965       | Mexico                   | Mexique - Costa Rica | 1-0             | Qualifications pour la Coupe du monde 1966 (zone CONCACAF - 2e tour)                            |
| 16 | 2 décembre 1969   | San José                 | Costa Rica - Mexique | 2-0             | Championnat de la CONCACAF 1969 (tour final)                                                    |
| 17 | 2 décembre 1971   | Port-d'Espagne           | Mexique - Costa Rica | 1-0             | Coupe des nations de la CONCACAF 1971 (tour final)                                              |
| 18 | 6 août 1972       | San José                 | Costa Rica - Mexique | 1-0             | Match amical                                                                                    |
| 19 | 12 octobre 1972   | Mexico                   | Mexique - Costa Rica | 3-0             | Match amical                                                                                    |
| 20 | 17 août 1975      | Mexico                   | Mexique - Costa Rica | 7-0             | Match amical                                                                                    |
| 21 | 28 octobre 1978   | Mexico                   | Mexique - Costa Rica | 1-3             | Match amical                                                                                    |
| 22 | 31 mai 1979       | Mexico                   | Mexique - Costa Rica | 0-0             | Match amical                                                                                    |
| 23 | 15 mars 1983      | San José                 | Costa Rica - Mexique | 0-1             | Match amical                                                                                    |
| 24 | 22 mars 1983      | Mexico                   | Mexique - Costa Rica | 1-0             | Match amical                                                                                    |
| 25 | 17 avril 1991     | San José                 | Costa Rica - Mexique | 0-0             | Match amical                                                                                    |
| 26 | 7 juillet 1991    | Los Angeles              | Mexique - Costa Rica | 2-0             | Gold Cup 1991 (match pour la 3e place)                                                          |
| 27 | 27 novembre 1991  | Los Angeles              | Mexique - Costa Rica | 1-1             | Match amical                                                                                    |
| 28 | 22 novembre 1992  | Mexico                   | Mexique - Costa Rica | 4-0             | Éliminatoires de la Coupe du monde 1994 (zone CONCACAF - 2e tour)                               |
| 29 | 29 novembre 1992  | San José                 | Costa Rica - Mexique | 2-0             | Éliminatoires de la Coupe du monde 1994 (zone CONCACAF - 2e tour)                               |
| 30 | 29 juin 1993      | San José                 | Costa Rica - Mexique | 0-2             | Match amical                                                                                    |
| 31 | 15 juillet 1993   | Mexico                   | Mexique - Costa Rica | 1-1             | Gold Cup 1993 (gr. B)                                                                           |
| 32 | 16 mars 1997      | San José                 | Costa Rica - Mexique | 0-0             | Éliminatoires de la Coupe du monde 1998 (zone CONCACAF - tour final)                            |
| 33 | 19 juin 1997      | Santa Cruz de la Sierra  | Costa Rica - Mexique | 1-1             | Copa América 1997 (gr. C)                                                                       |
| 34 | 9 novembre 1997   | Mexico                   | Mexique - Costa Rica | 3-3             | Éliminatoires de la Coupe du monde 1998 (zone CONCACAF - tour final)                            |
| 35 | 16 juin 2001      | Mexico                   | Mexique - Costa Rica | 1-2             | Qualification pour la Coupe du monde 2002 (zone CONCACAF - tour final)                          |
| 36 | 7 octobre 2001    | San José                 | Costa Rica - Mexique | 0-0             | Qualification pour la Coupe du monde 2002 (zone CONCACAF - tour final)                          |
| 37 | 24 juillet 2003   | Mexico                   | Mexique - Costa Rica | 2-0             | Gold Cup 2003 (demi-finale)                                                                     |
| 38 | 31 mars 2004      | Carson                   | Mexique - Costa Rica | 2-0             | Match amical                                                                                    |
| 39 | 9 février 2005    | San José                 | Costa Rica - Mexique | 1-2             | Éliminatoires de la Coupe du monde 2006 (zone CONCACAF - tour final)                            |
| 40 | 17 août 2005      | Mexico                   | Mexique - Costa Rica | 2-0             | Éliminatoires de la Coupe du monde 2006 (zone CONCACAF - tour final)                            |
| 41 | 17 juin 2007      | Houston                  | Mexique - Costa Rica | 1-0 (ap)        | Gold Cup 2007 (quart de finale)                                                                 |
| 42 | 28 mars 2009      | Mexico                   | Mexique - Costa Rica | 2-0             | Éliminatoires de la Coupe du monde 2010 : zone CONCACAF (4e tour)                               |
| 43 | 23 juillet 2009   | Chicago                  | Costa Rica - Mexique | 1-1 (tab : 3-5) | Gold Cup 2009 (demi-finale)                                                                     |
| 44 | 5 septembre 2009  | San José                 | Costa Rica - Mexique | 0-3             | Éliminatoires de la Coupe du monde 2010 : zone CONCACAF (4e tour)                               |
| 45 | 12 juin 2011      | Chicago                  | Mexique - Costa Rica | 4-1             | Gold Cup 2011 (gr. A)                                                                           |
| 46 | 7 septembre 2012  | San José                 | Costa Rica - Mexique | 0-2             | Éliminatoires de la Coupe du monde 2014 (zone CONCACAF, 3e tour)                                |
| 47 | 11 septembre 2012 | Mexico                   | Mexique - Costa Rica | 1-0             | Éliminatoires de la Coupe du monde 2014 (zone CONCACAF, 3e tour)                                |
| 48 | 11 juin 2013      | Mexico                   | Mexique - Costa Rica | 0-0             | Éliminatoires de la Coupe du monde 2014 (zone CONCACAF, 4e tour)                                |
| 49 | 15 octobre 2013   | San José                 | Costa Rica - Mexique | 2-1             | Éliminatoires de la Coupe du monde 2014 (zone CONCACAF, 4e tour)                                |
| 50 | 27 juin 2015      | Orlando                  | Mexique - Costa Rica | 2-2             | Match amical                                                                                    |
| 51 | 19 juillet 2015   | East Rutherford          | Mexique - Costa Rica | 1-0 (ap)        | Gold Cup 2015 (quart de finale)                                                                 |
| 52 | 24 mars 2017      | Mexico                   | Mexique - Costa Rica | 2-0             | Éliminatoires de la Coupe du monde 2018 (zone CONCACAF, 5e tour)                                |
| 53 | 5 septembre 2017  | San José                 | Costa Rica - Mexique | 1-1             | Éliminatoires de la Coupe du monde 2018 (zone CONCACAF, 5e tour)                                |
| 54 | 11 octobre 2018   | San Nicolás de los Garza | Mexique - Costa Rica | 3-2             | Match amical                                                                                    |
| 55 | 29 juin 2019      | Houston                  | Mexique - Costa Rica | 1-1 (tab : 5-4) | Gold Cup 2019 (quart de finale)                                                                 |
| 56 | 3 juin 2021       | Denver                   | Mexique - Costa Rica | 0-0 (tab 5-4)   | Ligue des nations de la CONCACAF 2019-2020                                                      |
| 57 | 5 septembre 2021  | San José                 | Costa Rica - Mexique | 0-1             | Éliminatoires de la Coupe du monde de football 2022                                             |
| 58 | 30 janvier 2022   | Mexico                   | Mexique - Costa Rica | 0-0             | Éliminatoires de la Coupe du monde de football 2022                                             |
| 59 | 9 juillet 2023    | Arlington                | Mexique - Costa Rica | 2-0             | Gold Cup 2023 (quart de finale)                                                                 |

#### Bilan
Au 9 juillet 2023 :
| Rang | Équipe     | Pts | J  | G  | N  | P  | Bp | Bc | Diff |
| ---- | ---------- | --- | -- | -- | -- | -- | -- | -- | ---- |
| 1    | Mexique    | 114 | 59 | 31 | 21 | 7  | 88 | 36 | +52  |
| 2    | Costa Rica | 42  | 59 | 7  | 21 | 31 | 36 | 88 | -52  |

## N

### Nicaragua

#### Confrontations
Confrontations en matchs officiels entre le Costa Rica et le Nicaragua :
|    | Date             | Lieu         | Match                  | Score | Compétition                                      |
| -- | ---------------- | ------------ | ---------------------- | ----- | ------------------------------------------------ |
| 1  | 10 mai 1941      | San José     | Costa Rica - Nicaragua | 7-2   | Coupe CCCF 1941                                  |
| 2  | 5 décembre 1943  | San Salvador | Costa Rica - Nicaragua | 7-0   | Coupe CCCF 1943                                  |
| 3  | 12 décembre 1943 | San Salvador | Costa Rica - Nicaragua | 3-2   | Coupe CCCF 1943                                  |
| 4  | 24 février 1946  | San José     | Costa Rica - Nicaragua | 7-1   | Coupe CCCF 1946                                  |
| 5  | 25 février 1951  | Panama       | Costa Rica - Nicaragua | 8-1   | Coupe CCCF 1951                                  |
| 6  | 3 mars 1951      | Panama       | Costa Rica - Nicaragua | 4-1   | Coupe CCCF 1951                                  |
| 7  | 17 mars 1953     | San José     | Costa Rica - Nicaragua | 3-0   | Coupe CCCF 1953                                  |
| 8  | 15 octobre 1975  | Mexico       | Costa Rica - Nicaragua | 5-1   | Match amical                                     |
| 9  | 16 février 1993  | San José     | Costa Rica - Nicaragua | 6-0   | Coupe UNCAF des nations 1993 (tour préliminaire) |
| 10 | 19 février 1993  | San José     | Costa Rica - Nicaragua | 2-0   | Coupe UNCAF des nations 1993 (tour préliminaire) |
| 11 | 18 avril 1997    | Guatemala    | Costa Rica - Nicaragua | 5-1   | Coupe UNCAF des nations 1997 (gr. A)             |
| 12 | 15 février 2003  | Colón        | Costa Rica - Nicaragua | 1-0   | Coupe UNCAF des nations 2003 (tour final)        |
| 13 | 4 juin 2004      | San Carlos   | Costa Rica - Nicaragua | 5-1   | Match amical                                     |
| 14 | 20 janvier 2013  | San José     | Costa Rica - Nicaragua | 2-0   | Copa Centroamericana 2013 (gr. A)                |
| 15 | 3 septembre 2014 | Washington   | Costa Rica - Nicaragua | 3-0   | Copa Centroamericana 2014 (gr. B)                |
| 16 | 15 décembre 2015 | Liberia      | Costa Rica - Nicaragua | 1-0   | Match amical                                     |
| 17 | 17 janvier 2017  | Panama       | Costa Rica - Nicaragua | 0-0   | Copa Centroamericana 2017                        |
| 18 | 16 juin 2019     | San José     | Costa Rica - Nicaragua | 4-0   | Gold Cup 2019 (gr. B)                            |

#### Bilan
Au 9 juillet 2023 :
| Rang | Équipe     | Pts | J  | G  | N | P  | Bp | Bc | Diff |
| ---- | ---------- | --- | -- | -- | - | -- | -- | -- | ---- |
| 1    | Costa Rica | 52  | 18 | 17 | 1 | 0  | 73 | 10 | +63  |
| 2    | Nicaragua  | 1   | 18 | 0  | 1 | 17 | 10 | 73 | -63  |

### Norvège

#### Confrontations
Confrontations en matchs officiels entre le Costa Rica et la Norvège :
|   | Date            | Lieu      | Match                | Score | Compétition  |
| - | --------------- | --------- | -------------------- | ----- | ------------ |
| 1 | 19 janvier 1994 | San Diego | Costa Rica - Norvège | 0-0   | Match amical |
| 2 | 24 mai 2005     | Oslo      | Norvège - Costa Rica | 1-0   | Match amical |

#### Bilan
Au 7 août 2018 :
- Total de matchs disputés : 2
- Victoires du Costa Rica : 0
- Matchs nuls : 1
- Victoires de la Norvège : 1
- Total de buts marqués par le Costa Rica : 0
- Total de buts marqués par la Norvège : 1

### Nouvelle-Zélande

#### Confrontations
Confrontations entre la Nouvelle-Zélande et le Costa Rica en matchs officiels :
|   | Date         | Lieu      | Match                         | Score | Compétition                                                                |
| - | ------------ | --------- | ----------------------------- | ----- | -------------------------------------------------------------------------- |
| 1 | 24 mars 2007 | San José  | Costa Rica - Nouvelle-Zélande | 4-0   | Match amical                                                               |
| 2 | 14 juin 2022 | Al Rayyan | Costa Rica - Nouvelle-Zélande | 1-0   | Barrages intercontinentaux des éliminatoires de la Coupe du monde de footb |

#### Bilan
Au 7 août 2018 :
- Total de matchs disputés : 1
- Victoires du Costa Rica : 1
- Matchs nuls : 0
- Victoires de la Nouvelle-Zélande : 0
- Total de buts marqués par le Costa Rica : 4
- Total de buts marqués par la Nouvelle-Zélande : 0

## O

### Oman

#### Confrontations
Confrontations entre Oman et le Costa Rica en matchs officiels :
|   | Date            | Lieu  | Match             | Score | Compétition  |
| - | --------------- | ----- | ----------------- | ----- | ------------ |
| 1 | 10 octobre 2014 | Sohar | Oman - Costa Rica | 3-4   | Match amical |

#### Bilan
Au 7 août 2018 :
- Total de matchs disputés : 2
- Victoires du Costa Rica : 2
- Matchs nuls : 0
- Victoires d'Oman : 0
- Total de buts marqués par le Costa Rica : 4
- Total de buts marqués par Oman : 3

### Ouzbékistan

#### Confrontations
Confrontations en matchs officiels entre le Costa Rica et le Ouzbékistan : 
|   | Date              | Lieu  | Match                    | Score | Compétition  |
| - | ----------------- | ----- | ------------------------ | ----- | ------------ |
| 1 | 27 septembre 2022 | Suwon | Ouzbékistan - Costa Rica | 1-2   | Match amical |

#### Bilan
Au 28 septembre 2022 : 
- Total de matchs disputés : 1
- Victoires du Costa Rica : 2
- Matchs nuls : 0
- Victoires du Ouzbékistan : 1
- Total de buts marqués par le Costa Rica : 2
- Total de buts marqués par le Ouzbékistan : 1

## P

### Panama

#### Confrontations
Confrontations en matchs officiels entre le Costa Rica et le Panama :
|    | Date             | Lieu            | Match               | Score            | Compétition                                                          |
| -- | ---------------- | --------------- | ------------------- | ---------------- | -------------------------------------------------------------------- |
| 1  | 16 février 1938  | Panama          | Panama - Costa Rica | 0-11             | Jeux d'Amérique centrale et des Caraïbes de 1938 (tour final)        |
| 2  | 11 mai 1941      | San José        | Costa Rica - Panama | 7-0              | Coupe CCCF 1941                                                      |
| 3  | 26 février 1946  | San José        | Costa Rica - Panama | 7-0              | Coupe CCCF 1946                                                      |
| 4  | 21 décembre 1946 | Barranquilla    | Costa Rica - Panama | 0-2              | Jeux d'Amérique centrale et des Caraïbes de 1946 (tour final)        |
| 5  | 2 mars 1948      | Guatemala       | Costa Rica - Panama | 7-0              | Coupe CCCF 1948                                                      |
| 6  | 11 mars 1948     | Guatemala       | Costa Rica - Panama | 3-1              | Coupe CCCF 1948                                                      |
| 7  | 27 février 1951  | Panama          | Panama - Costa Rica | 2-0              | Coupe CCCF 1951                                                      |
| 8  | 2 mars 1951      | Panama          | Panama - Costa Rica | 1-1              | Coupe CCCF 1951                                                      |
| 9  | 10 mars 1953     | San José        | Costa Rica - Panama | 3-0              | Coupe CCCF 1953                                                      |
| 10 | 14 mars 1961     | San José        | Costa Rica - Panama | 6-1              | Coupe CCCF 1961                                                      |
| 11 | 13 juin 1975     | Panama          | Panama - Costa Rica | 1-1              | Match amical                                                         |
| 12 | 4 avril 1976     | San Salvador    | Panama - Costa Rica | 3-2              | Coupe des nations de la CONCACAF 1977 (tour préliminaire)            |
| 13 | 11 juillet 1976  | San José        | Costa Rica - Panama | 3-0              | Coupe des nations de la CONCACAF 1977 (tour préliminaire)            |
| 14 | 10 août 1980     | Panama          | Panama - Costa Rica | 1-1              | Coupe des nations de la CONCACAF 1981 (tour préliminaire)            |
| 15 | 5 novembre 1980  | San José        | Costa Rica - Panama | 2-0              | Coupe des nations de la CONCACAF 1981 (tour préliminaire)            |
| 16 | 24 mars 1984     | Panama          | Panama - Costa Rica | 1-1              | Match amical                                                         |
| 17 | 17 juillet 1988  | San José        | Costa Rica - Panama | 1-1              | Coupe des nations de la CONCACAF 1989 (tour préliminaire)            |
| 18 | 31 juillet 1988  | Panama          | Panama - Costa Rica | 0-2              | Coupe des nations de la CONCACAF 1989 (tour préliminaire)            |
| 19 | 16 août 1992     | Panama          | Panama - Costa Rica | 1-0              | Éliminatoires de la Coupe du monde 1994 (zone CONCACAF - 1er tour)   |
| 20 | 23 août 1992     | San José        | Costa Rica - Panama | 5-1              | Éliminatoires de la Coupe du monde 1994 (zone CONCACAF - 1er tour)   |
| 21 | 9 mars 1993      | Tegucigalpa     | Costa Rica - Panama | 2-0              | Coupe UNCAF des nations 1993                                         |
| 22 | 23 juin 1993     | San José        | Costa Rica - Panama | 3-1              | Match amical                                                         |
| 23 | 7 novembre 1996  | San Isidro      | Costa Rica - Panama | 2-0              | Match amical                                                         |
| 24 | 1er juillet 2000 | Alajuela        | Costa Rica - Panama | 5-1              | Match amical                                                         |
| 25 | 30 mai 2001      | San Pedro Sula  | Costa Rica - Panama | 2-1              | Coupe UNCAF des nations 2001 (tour final)                            |
| 26 | 23 février 2003  | Panama          | Panama - Costa Rica | 0-1              | Coupe UNCAF des nations 2003 (tour final)                            |
| 27 | 23 février 2005  | Guatemala       | Panama - Costa Rica | 0-1              | Coupe UNCAF des nations 2005 (gr. B)                                 |
| 28 | 26 mars 2005     | San José        | Costa Rica - Panama | 2-1              | Éliminatoires de la Coupe du monde 2006 (zone CONCACAF - tour final) |
| 29 | 3 septembre 2005 | Panama          | Panama - Costa Rica | 1-3              | Éliminatoires de la Coupe du monde 2006 (zone CONCACAF - tour final) |
| 30 | 13 février 2007  | San Salvador    | Costa Rica - Panama | 0-1              | Coupe UNCAF des nations 2007 (gr. B)                                 |
| 31 | 18 février 2007  | San Salvador    | Costa Rica - Panama | 1-1 (tab : 4-1)  | Coupe UNCAF des nations 2007 (finale)                                |
| 32 | 21 novembre 2007 | Panama          | Panama - Costa Rica | 1-1              | Match amical                                                         |
| 33 | 23 janvier 2009  | Tegucigalpa     | Costa Rica - Panama | 3-0              | Coupe UNCAF des nations 2009 (gr. B)                                 |
| 34 | 1er février 2009 | Tegucigalpa     | Costa Rica - Panama | 0-0 (tab : 3-5)  | Coupe UNCAF des nations 2009 (finale)                                |
| 35 | 3 septembre 2010 | Panama          | Panama - Costa Rica | 2-2              | Match amical                                                         |
| 36 | 21 janvier 2011  | Panama          | Panama - Costa Rica | 1-1 (tab : 2-4)  | Copa Centroamericana 2011 (demi-finale)                              |
| 37 | 11 novembre 2011 | Panama          | Panama - Costa Rica | 2-0              | Match amical                                                         |
| 38 | 6 février 2013   | Panama          | Panama - Costa Rica | 2-2              | Éliminatoires de la Coupe du monde 2014 (zone CONCACAF, 4e tour)     |
| 39 | 18 juin 2013     | San José        | Costa Rica - Panama | 2-0              | Éliminatoires de la Coupe du monde 2014 (zone CONCACAF, 4e tour)     |
| 40 | 7 septembre 2014 | Dallas          | Panama - Costa Rica | 2-2              | Copa Centroamericana 2014 (gr. B)                                    |
| 41 | 31 mars 2015     | Panama          | Panama - Costa Rica | 2-1              | Match amical                                                         |
| 42 | 17 novembre 2015 | Panama          | Panama - Costa Rica | 1-2              | Éliminatoires de la Coupe du monde 2018 (zone CONCACAF, 4e tour)     |
| 43 | 6 septembre 2016 | San José        | Costa Rica - Panama | 3-1              | Éliminatoires de la Coupe du monde 2018 (zone CONCACAF, 4e tour)     |
| 44 | 22 janvier 2017  | Panama          | Panama - Costa Rica | 1-0              | Copa Centroamericana 2017                                            |
| 45 | 8 juin 2017      | San José        | Costa Rica - Panama | 0-0              | Éliminatoires de la Coupe du monde 2018 (zone CONCACAF, 5e tour)     |
| 46 | 19 juillet 2017  | Philadelphie    | Costa Rica - Panama | 1-0              | Gold Cup 2017 (quart de finale)                                      |
| 47 | 10 octobre 2017  | Panama          | Panama - Costa Rica | 2-1              | Éliminatoires de la Coupe du monde 2018 (zone CONCACAF, 5e tour)     |
| 48 | 2 septembre 2021 | Panama          | Panama - Costa Rica | 0-0              | Éliminatoires de la Coupe du monde de football 2022                  |
| 49 | 27 janvier 2022  | San José        | Costa Rica - Panama | 1-0              | Éliminatoires de la Coupe du monde de football 2022                  |
| 50 | 2 juin 2022      | Panama          | Panama - Costa Rica | 2-0              | Ligue des nations de la CONCACAF 2022-2023                           |
| 51 | 28 mars 2023     | San José        | Costa Rica - Panama | 0-1              | Ligue des nations de la CONCACAF 2022-2023                           |
| 52 | 27 juin 2023     | Fort Lauderdale | Costa Rica - Panama | 1-2              | Gold Cup 2023 (groupe C)                                             |
| 53 | 16 novembre 2023 | San José        | Costa Rica - Panama | 0-3              | Ligue des nations de la CONCACAF 2023-2024                           |
| 54 | 20 novembre 2023 | Panama          | Panama - Costa Rica | 3-1 (6-1 (a))    | Ligue des nations de la CONCACAF 2023-2024                           |
| 55 | 14 novembre 2024 | San José        | Costa Rica - Panama | 0-1              | Ligue des nations de la CONCACAF 2024-2025                           |
| 56 | 18 novembre 2024 | Panama          | Panama - Costa Rica | 2-2 (a.e.t. 3-2) | Ligue des nations de la CONCACAF 2024-2025                           |

#### Bilan
Au 22 novembre 2023 :
- Total de matchs disputés : 55
- Victoires du Costa Rica :
- Matchs nuls : 14
- Victoires du Panama :
- Total de buts marqués par le Costa Rica : 110
- Total de buts marqués par le Panama : 52

### Paraguay

#### Confrontations
Confrontations entre le Paraguay et le Costa Rica en matchs officiels :
|    | Date           | Lieu     | Match                 | Score | Compétition                     |
| -- | -------------- | -------- | --------------------- | ----- | ------------------------------- |
| 1  | 17 mars 1965   | San José | Costa Rica - Paraguay | 1-0   | Match amical                    |
| 2  | 19 mars 1965   | San José | Costa Rica - Paraguay | 0-0   | Match amical                    |
| 3  | 21 juin 2000   | Asuncion | Paraguay - Costa Rica | 1-0   | Match amical                    |
| 4  | 29 mars 2003   | San José | Costa Rica - Paraguay | 2-1   | Match amical                    |
| 5  | 8 juillet 2004 | Arequipa | Paraguay - Costa Rica | 1-0   | Copa América 2004 (gr. C)       |
| 6  | 11 août 2010   | Asuncion | Paraguay - Costa Rica | 2-0   | Match amical                    |
| 7  | 5 mars 2014    | San José | Costa Rica - Paraguay | 2-1   | Match amical                    |
| 8  | 26 mars 2015   | San José | Costa Rica - Paraguay | 0-0   | Match amical                    |
| 9  | 4 juin 2016    | Orlando  | Costa Rica - Paraguay | 0-0   | Copa América Centenario (gr. A) |
| 10 | 2 juillet 2024 | Austin   | Costa Rica - Paraguay | 2-1   | Copa America 2024 (Gr.D)        |

#### Bilan
- Total de matchs disputés : 10
- Victoires du Costa Rica : 4
- Matchs nuls : 3
- Victoires du Paraguay : 3
- Total de buts marqués par le Costa Rica : 7
- Total de buts marqués par le Paraguay : 7

### Pays-Bas

#### Confrontations
Confrontations entre les Pays-Bas et le Costa Rica en matchs officiels :
|   | Date           | Lieu   | Match                 | Score                | Compétition                           |
| - | -------------- | ------ | --------------------- | -------------------- | ------------------------------------- |
| 1 | 5 juillet 2014 | Recife | Pays-Bas - Costa Rica | 0-0 (4-3 aux t.a.b.) | Coupe du monde 2014 (quart de finale) |

#### Bilan
| Rang | Équipe     | Pts | J | G | N | P | Bp | Bc | Diff |
| ---- | ---------- | --- | - | - | - | - | -- | -- | ---- |
| 1    | Costa Rica | 1   | 1 | 0 | 1 | 0 | 0  | 0  | 0    |
| 1    | Pays-Bas   | 1   | 1 | 0 | 1 | 0 | 0  | 0  | 0    |

### Pays basque

#### Confrontations
Confrontations entre les équipes de football du Pays basque et du Costa Rica en matchs officiels :
|   | Date             | Lieu  | Match                    | Score | Competitión  |
| - | ---------------- | ----- | ------------------------ | ----- | ------------ |
| 1 | 16 novembre 2020 | Eibar | Pays Basque - Costa Rica | 2-1   | Match amical |

#### Bilan
Au 23 juin 2021
- Total de matchs en disputés : 1
- Victories du Costa Rica : 0
- Matchs nuls : 0
- Victories du Pays Basque : 1
- Total de buts marqués par le Costa Rica : 1
- Total de buts marqués par le Pays basque : 2

### Pays de Galles

#### Confrontations
Confrontations entre le pays de Galles et le Costa Rica en matchs officiels :
|   | Date            | Lieu    | Match                       | Score | Compétition  |
| - | --------------- | ------- | --------------------------- | ----- | ------------ |
| 1 | 19 mai 1990     | Cardiff | Pays de Galles - Costa Rica | 1-0   | Match amical |
| 2 | 29 février 2012 | Cardiff | Pays de Galles - Costa Rica | 0-1   | Match amical |

#### Bilan
Au 7 août 2018 :
- Total de matchs disputés : 2
- Victoires du Costa Rica : 1
- Matchs nuls : 0
- Victoires du pays de Galles : 1
- Total de buts marqués par le Costa Rica : 1
- Total de buts marqués par le pays de Galles : 1

### Pérou

#### Confrontations
Confrontations entre le Costa Rica et le Pérou en matchs officiels.
|   | Date             | Lieu     | Match              | Score | Compétition                               |
| - | ---------------- | -------- | ------------------ | ----- | ----------------------------------------- |
| 1 | 17 mars 1956     | Mexico   | Costa Rica - Pérou | 4-2   | Championnat panaméricain de football 1956 |
| 2 | 14 août 1996     | Arequipa | Pérou - Costa Rica | 3-0   | Match amical                              |
| 3 | 22 août 2007     | San José | Costa Rica - Pérou | 1-1   | Match amical                              |
| 4 | 26 mars 2008     | Iquitos  | Pérou - Costa Rica | 3-1   | Match amical                              |
| 5 | 8 octobre 2010   | Lima     | Pérou - Costa Rica | 2-0   | Match amical                              |
| 6 | 15 août 2012     | San José | Costa Rica - Pérou | 0-1   | Match amical                              |
| 7 | 20 novembre 2018 | Arequipa | Pérou - Costa Rica | 2-3   | Match amical                              |
| 8 | 5 juin 2019      | Lima     | Pérou - Costa Rica | 1-0   | Match amical                              |

#### Bilan
Au 16 juin 2019 :
- Total de matchs disputés : 8
- Victoires du Pérou : 5
- Victoires du Costa Rica : 2
- Matchs nuls : 1
- Total de buts marqués par le Pérou : 15
- Total de buts marqués par le Costa Rica : 9

### Pologne

#### Confrontations
Confrontations entre la Pologne et le Costa Rica en matchs officiels :
|   | Date           | Lieu       | Match                | Score | Compétition                    |
| - | -------------- | ---------- | -------------------- | ----- | ------------------------------ |
| 1 | 8 février 1989 | San José   | Costa Rica - Pologne | 2-4   | Match amical                   |
| 2 | 6 mai 1990     | Piscataway | Pologne - Costa Rica | 2-0   | Match amical                   |
| 3 | 20 juin 2006   | Hanovre    | Costa Rica - Pologne | 1-2   | Coupe du monde 2006 (groupe A) |

#### Bilan
| Rang | Équipe     | Pts | J | G | N | P | Bp | Bc | Diff |
| ---- | ---------- | --- | - | - | - | - | -- | -- | ---- |
| 1    | Pologne    | 9   | 3 | 3 | 0 | 0 | 8  | 3  | +5   |
| 2    | Costa Rica | 0   | 3 | 0 | 0 | 3 | 3  | 8  | -5   |

### Porto Rico

#### Confrontations
Confrontations en matchs officiels entre le Costa Rica et Porto Rico :
|   | Date             | Lieu         | Match                   | Score | Compétition                                                   |
| - | ---------------- | ------------ | ----------------------- | ----- | ------------------------------------------------------------- |
| 1 | 12 décembre 1946 | Barranquilla | Costa Rica - Porto Rico | 12-0  | Jeux d'Amérique centrale et des Caraïbes de 1946 (tour final) |
| 2 | 12 juillet 1979  | San Juan     | Porto Rico - Costa Rica | 0-4   | Match amical                                                  |

#### Bilan
Au 7 août 2018 :
- Total de matchs disputés : 2
- Victoires du Costa Rica : 2
- Matchs nuls : 0
- Victoires de Porto Rico : 0
- Total de buts marqués par le Costa Rica : 16
- Total de buts marqués par Porto Rico : 0

## Q

### Qatar

#### Confrontations
Confrontations entre le Costa Rica et la Qatar en matchs officiels 
|   | Date             | Lieu             | Match              | Score | Compétition  |
| - | ---------------- | ---------------- | ------------------ | ----- | ------------ |
| 1 | 13 novembre 2020 | Maria Enzersdorf | Qatar - Costa Rica | 1-1   | Match amical |

#### Bilan
Au 23 juin 2021
- Total de matchs disputés : 1
- Victories de Costa Rica : 1
- Matchs nuls : 1
- Victoires du Qatar : 1
- Total de buts marqués par le Costa Rica : 1
- Total de buts marqués par Qatar : 1

## R

### République dominicaine

#### Confrontations
Confrontations entre le Costa Rica et la République dominicaine en matchs officiels.
|   | Date         | Lieu           | Match                               | Score | Compétition  |
| - | ------------ | -------------- | ----------------------------------- | ----- | ------------ |
| 1 | 14 août 2013 | Saint-Domingue | République dominicaine - Costa Rica | 0-4   | Match amical |

#### Bilan
Au 7 août 2018 :
- Total de matchs disputés : 1
- Victoires de la République dominicaine : 0
- Matchs nuls : 0
- Victoires du Costa Rica : 1
- Total de buts marqués par la République dominicaine : 0
- Total de buts marqués par le Costa Rica : 4

### Russie et URSS

#### Confrontations
Confrontations entre l'URSS puis la Russie et le Costa Rica en matchs officiels :
|   | Date            | Lieu        | Match               | Score | Compétition  |
| - | --------------- | ----------- | ------------------- | ----- | ------------ |
| 1 | 22 février 1990 | Los Angeles | URSS - Costa Rica   | 2-1   | Match amical |
| 2 | 9 octobre 2016  | Krasnodar   | Russie - Costa Rica | 3-4   | Match amical |

#### Bilan
Au 7 août 2018 :
- Total de matchs disputés : 2
- Victoires de la Russie : 1
- Matchs nuls : 0
- Victoires du Costa Rica : 1
- Total de buts marqués par la Russie : 5
- Total de buts marqués par le Costa Rica : 5

## S

### Saint-Vincent-et-les-Grenadines

#### Confrontations
Confrontations en matchs officiels entre le Costa Rica et Saint-Vincent-et-les-Grenadines :
|   | Date             | Lieu      | Match                                        | Score | Compétition                                                       |
| - | ---------------- | --------- | -------------------------------------------- | ----- | ----------------------------------------------------------------- |
| 1 | 15 novembre 1992 | Kingstown | Saint-Vincent-et-les-Grenadines - Costa Rica | 0-1   | Éliminatoires de la Coupe du monde 1994 (zone CONCACAF - 2e tour) |
| 2 | 13 décembre 1992 | San José  | Costa Rica - Saint-Vincent-et-les-Grenadines | 5-0   | Éliminatoires de la Coupe du monde 1994 (zone CONCACAF - 2e tour) |
| 3 | 9 juillet 2000   | San José  | Costa Rica - Saint-Vincent-et-les-Grenadines | 7-1   | Match amical                                                      |

#### Bilan
Au 7 août 2018 :
- Total de matchs disputés : 3
- Victoires du Costa Rica : 3
- Matchs nuls : 0
- Victoires de Saint-Vincent-et-les-Grenadines : 0
- Total de buts marqués par le Costa Rica : 13
- Total de buts marqués par Saint-Vincent-et-les-Grenadines : 1

### Salvador

#### Confrontations
Confrontations en matchs officiels entre le Costa Rica et le Salvador :
|    | Date              | Lieu           | Match                 | Score           | Compétition                                                          |
| -- | ----------------- | -------------- | --------------------- | --------------- | -------------------------------------------------------------------- |
| 1  | 14 septembre 1921 | Guatemala      | Costa Rica - Salvador | 7-0             | Match amical                                                         |
| 2  | 22 mars 1930      | La Havane      | Costa Rica - Salvador | 9-2             | Jeux d'Amérique centrale et des Caraïbes de 1930 (gr. B)             |
| 3  | 26 mars 1930      | La Havane      | Costa Rica - Salvador | 5-0             | Jeux d'Amérique centrale et des Caraïbes de 1930 (tour final)        |
| 4  | 30 mars 1935      | San Salvador   | Salvador - Costa Rica | 1-6             | Jeux d'Amérique centrale et des Caraïbes de 1935 (tour final)        |
| 5  | 12 février 1938   | Panama         | Costa Rica - Salvador | 7-0             | Jeux d'Amérique centrale et des Caraïbes de 1938 (tour final)        |
| 6  | 25 février 1940   | San Salvador   | Salvador - Costa Rica | 3-2             | Match amical                                                         |
| 7  | 10 mars 1940      | San Salvador   | Salvador - Costa Rica | 0-1             | Match amical                                                         |
| 8  | 18 mai 1941       | San José       | Costa Rica - Salvador | 3-1             | Coupe CCCF 1941                                                      |
| 9  | 9 décembre 1943   | San Salvador   | Salvador - Costa Rica | 4-2             | Coupe CCCF 1943                                                      |
| 10 | 19 décembre 1943  | San Salvador   | Salvador - Costa Rica | 2-4             | Coupe CCCF 1943                                                      |
| 11 | 13 mars 1946      | San José       | Costa Rica - Salvador | 4-0             | Coupe CCCF 1946                                                      |
| 12 | 29 février 1948   | Guatemala      | Costa Rica - Salvador | 3-1             | Coupe CCCF 1948                                                      |
| 13 | 18 mars 1948      | Guatemala      | Costa Rica - Salvador | 6-0             | Coupe CCCF 1948                                                      |
| 14 | 26 février 1950   | Guatemala      | Salvador - Costa Rica | 0-1             | Jeux d'Amérique centrale et des Caraïbes de 1950 (gr. A)             |
| 15 | 8 mars 1953       | San José       | Costa Rica - Salvador | 5-1             | Coupe CCCF 1953                                                      |
| 16 | 19 août 1955      | Tegucigalpa    | Costa Rica - Salvador | 4-0             | Coupe CCCF 1955                                                      |
| 17 | 16 mars 1961      | San José       | Costa Rica - Salvador | 4-0             | Coupe CCCF 1961                                                      |
| 18 | 7 avril 1963      | San Salvador   | Salvador - Costa Rica | 1-4             | Coupe des nations de la CONCACAF 1963 (tour final)                   |
| 19 | 31 mars 1965      | Guatemala      | Costa Rica - Salvador | 1-2             | Championnat de la CONCACAF 1965 (tour final)                         |
| 20 | 29 octobre 1967   | San Salvador   | Salvador - Costa Rica | 3-1             | Match amical                                                         |
| 21 | 11 septembre 1968 | San Salvador   | Salvador - Costa Rica | 1-1             | Match amical                                                         |
| 22 | 14 novembre 1968  | San José       | Costa Rica - Salvador | 3-0             | Match amical                                                         |
| 23 | 14 septembre 1969 | San Salvador   | Salvador - Costa Rica | 2-1             | Match amical                                                         |
| 24 | 26 février 1970   | San José       | Costa Rica - Salvador | 2-0             | Match amical                                                         |
| 25 | 1er octobre 1972  | San José       | Costa Rica - Salvador | 2-0             | Match amical                                                         |
| 26 | 8 octobre 1972    | San José       | Costa Rica - Salvador | 1-0             | Match amical                                                         |
| 27 | 17 octobre 1975   | Mexico         | Costa Rica - Salvador | 0-0             | Match amical                                                         |
| 28 | 1er décembre 1976 | San Salvador   | Salvador - Costa Rica | 1-1             | Coupe des nations de la CONCACAF 1977 (tour préliminaire)            |
| 29 | 15 décembre 1976  | San José       | Costa Rica - Salvador | 1-1             | Coupe des nations de la CONCACAF 1977 (tour préliminaire)            |
| 30 | 26 octobre 1980   | San Salvador   | Salvador - Costa Rica | 2-0             | Coupe des nations de la CONCACAF 1981 (tour préliminaire)            |
| 31 | 10 décembre 1980  | San José       | Costa Rica - Salvador | 0-0             | Coupe des nations de la CONCACAF 1981 (tour préliminaire)            |
| 32 | 6 février 1985    | San José       | Costa Rica - Salvador | 2-1             | Match amical                                                         |
| 33 | 13 février 1985   | San Salvador   | Salvador - Costa Rica | 1-0             | Match amical                                                         |
| 34 | 21 février 1989   | Los Angeles    | Salvador - Costa Rica | 1-1 (tab : 4-3) | Match amical                                                         |
| 35 | 25 juin 1989      | San Salvador   | Salvador - Costa Rica | 2-4             | Coupe des nations de la CONCACAF 1989 (tour final)                   |
| 36 | 16 juillet 1989   | San José       | Costa Rica - Salvador | 1-0             | Coupe des nations de la CONCACAF 1989 (tour final)                   |
| 37 | 29 mai 1991       | San José       | Costa Rica - Salvador | 7-1             | Coupe UNCAF des nations 1991                                         |
| 38 | 4 mars 1992       | San José       | Costa Rica - Salvador | 2-0             | Match amical                                                         |
| 39 | 29 avril 1992     | San Salvador   | Salvador - Costa Rica | 1-1             | Match amical                                                         |
| 40 | 5 mars 1993       | Tegucigalpa    | Costa Rica - Salvador | 1-0             | Coupe UNCAF des nations 1993                                         |
| 41 | 3 décembre 1995   | San Salvador   | Salvador - Costa Rica | 2-1             | Coupe UNCAF des nations 1995 (gr. A)                                 |
| 42 | 10 décembre 1995  | San Salvador   | Salvador - Costa Rica | 2-1             | Coupe UNCAF des nations 1995 (match pour la 3e place)                |
| 43 | 25 avril 1997     | Guatemala      | Costa Rica - Salvador | 1-0             | Coupe UNCAF des nations 1997 (tour final)                            |
| 44 | 4 mai 1997        | San Salvador   | Salvador - Costa Rica | 2-1             | Éliminatoires de la Coupe du monde 1998 (zone CONCACAF - tour final) |
| 45 | 10 août 1997      | San José       | Costa Rica - Salvador | 0-0             | Éliminatoires de la Coupe du monde 1998 (zone CONCACAF - tour final) |
| 46 | 28 mars 1999      | San José       | Costa Rica - Salvador | 4-0             | Coupe UNCAF des nations 1999 (tour final)                            |
| 47 | 3 juin 2001       | San Pedro Sula | Salvador - Costa Rica | 1-1             | Coupe UNCAF des nations 2001 (tour final)                            |
| 48 | 11 février 2003   | Panama         | Costa Rica - Salvador | 1-0             | Coupe UNCAF des nations 2003 (tour final)                            |
| 49 | 19 juillet 2003   | Foxborough     | Costa Rica - Salvador | 5-2             | Gold Cup 2003 (quart de finale)                                      |
| 50 | 21 février 2005   | Guatemala      | Costa Rica - Salvador | 2-1             | Coupe UNCAF des nations 2005 (tour final)                            |
| 51 | 16 février 2007   | San Salvador   | Salvador - Costa Rica | 0-2             | Coupe UNCAF des nations 2007 (demi-finale)                           |
| 52 | 13 octobre 2007   | San Salvador   | Salvador - Costa Rica | 2-2             | Match amical                                                         |
| 53 | 20 août 2008      | San José       | Costa Rica - Salvador | 1-0             | Éliminatoires de la Coupe du monde 2010 : zone CONCACAF (3e tour)    |
| 54 | 19 novembre 2008  | San Salvador   | Salvador - Costa Rica | 1-3             | Éliminatoires de la Coupe du monde 2010 : zone CONCACAF (3e tour)    |
| 55 | 30 janvier 2009   | Tegucigalpa    | Costa Rica - Salvador | 1-0             | Coupe UNCAF des nations 2009 (demi-finale)                           |
| 56 | 1er avril 2009    | San José       | Costa Rica - Salvador | 1-0             | Éliminatoires de la Coupe du monde 2010 : zone CONCACAF (4e tour)    |
| 57 | 3 juillet 2009    | Carson         | Costa Rica - Salvador | 1-2             | Gold Cup 2009 (gr. A)                                                |
| 58 | 9 septembre 2009  | San Salvador   | Salvador - Costa Rica | 1-0             | Éliminatoires de la Coupe du monde 2010 : zone CONCACAF (4e tour)    |
| 59 | 12 octobre 2010   | Ciudad Quesada | Costa Rica - Salvador | 2-1             | Match amical                                                         |
| 60 | 9 juin 2011       | Charlotte      | Costa Rica - Salvador | 1-1             | Gold Cup 2011 (gr. A)                                                |
| 61 | 8 juin 2012       | San José       | Costa Rica - Salvador | 1-1             | Éliminatoires de la Coupe du monde 2014 (zone CONCACAF, 3e tour)     |
| 62 | 10 octobre 2012   | San Salvador   | Salvador - Costa Rica | 0-1             | Éliminatoires de la Coupe du monde 2014 (zone CONCACAF, 3e tour)     |
| 63 | 25 janvier 2013   | San José       | Costa Rica - Salvador | 1-0             | Copa Centroamericana 2013 (demi-finale)                              |
| 64 | 11 juillet 2015   | Houston        | Costa Rica - Salvador | 1-1             | Gold Cup 2015 (gr. B)                                                |
| 65 | 13 janvier 2017   | Panama         | Costa Rica - Salvador | 0-0             | Copa Centroamericana 2017                                            |
| 66 | 21 août 2021      | Carson         | Salvador - Costa Rica | 0-0             | Match amical                                                         |
| 67 | 10 octobre 2021   | San José       | Costa Rica - Salvador | 2-1             | Éliminatoires de la Coupe du monde de football 2022                  |
| 68 | 27 mars 2022      | San Salvador   | Salvador - Costa Rica | 1-2             | Éliminatoires de la Coupe du monde de football 2022                  |
| 69 | 30 juin 2023      | Harrison       | Salvador - Costa Rica | 0-0             | Gold Cup 2023 (gr. C)                                                |
| 70 | 2 février 2024    | San José       | Costa Rica - Salvador | 2-0             | Match amical                                                         |

#### Bilan
Au 9 février 2024 :
- Total de matchs disputés : 70
- Victoires du Costa Rica :
- Matchs nuls : 16
- Victoires du Salvador :
- Total de buts marqués par le Costa Rica : 152
- Total de buts marqués par le Salvador : 59

### Serbie
Confrontations entre la Serbie et le Costa Rica en matchs officiels :
|   | Date         | Lieu   | Match               | Score | Compétition                    |
| - | ------------ | ------ | ------------------- | ----- | ------------------------------ |
| 1 | 17 juin 2018 | Samara | Costa Rica - Serbie | 0 - 1 | Coupe du monde 2018 (Groupe E) |

#### Bilan
Au 7 août 2018 :
- Total de matchs disputés : 1
- Victoires du Costa Rica : 0
- Matchs nuls : 0
- Victoires de la Serbie : 1
- Total de buts marqués par le Costa Rica : 0
- Total de buts marqués par la Serbie : 1

### Slovaquie
Confrontations entre la Slovaquie et le Costa Rica en matchs officiels :
|   | Date             | Lieu       | Match                  | Score | Compétition  |
| - | ---------------- | ---------- | ---------------------- | ----- | ------------ |
| 1 | 5 février 1997   | Alajuela   | Costa Rica - Slovaquie | 2-2   | Match amical |
| 2 | 25 novembre 1999 | Alajuela   | Costa Rica - Slovaquie | 4-0   | Match amical |
| 3 | 5 juin 2010      | Bratislava | Slovaquie - Costa Rica | 3-0   | Match amical |

#### Bilan
Au 7 août 2018 :
- Total de matchs disputés : 3
- Victoires du Costa Rica : 1
- Matchs nuls : 1
- Victoires de la Slovaquie : 1
- Total de buts marqués par le Costa Rica : 6
- Total de buts marqués par la Slovaquie: 5

### Suède

#### Confrontations
Confrontations entre la Suède et le Costa Rica en matchs officiels :
|   | Date            | Lieu     | Match              | Score | Compétition                    |
| - | --------------- | -------- | ------------------ | ----- | ------------------------------ |
| 1 | 20 juin 1990    | Gênes    | Costa Rica - Suède | 2-1   | Coupe du monde 1990 (groupe C) |
| 2 | 13 janvier 2008 | San José | Costa Rica - Suède | 0-1   | Match amical                   |

#### Bilan
| Rang | Équipe     | Pts | J | G | N | P | Bp | Bc | Diff |
| ---- | ---------- | --- | - | - | - | - | -- | -- | ---- |
| 1    | Costa Rica | 3   | 2 | 1 | 0 | 1 | 2  | 2  | 0    |
| 1    | Suède      | 3   | 2 | 1 | 0 | 1 | 2  | 2  | 0    |

### Suisse

#### Confrontations
Confrontations entre la Suisse et le Costa Rica en matchs officiels :
|   | Date             | Lieu           | Match               | Score | Compétition                    |
| - | ---------------- | -------------- | ------------------- | ----- | ------------------------------ |
| 1 | 6 septembre 2006 | Genève         | Suisse - Costa Rica | 2-0   | Match amical                   |
| 2 | 1er juin 2010    | Sion           | Suisse - Costa Rica | 0-1   | Match amical                   |
| 3 | 27 juin 2018     | Nijni Novgorod | Suisse - Costa Rica | 2-2   | Coupe du monde 2018 (Groupe E) |

#### Bilan
Au 7 août 2018 :
- Total de matchs disputés : 3
- Victoires du Costa Rica : 1
- Matchs nuls : 1
- Victoires de la Suisse : 1
- Total de buts marqués par le Costa Rica : 3
- Total de buts marqués par la Suisse: 4

### Suriname et Guyane néerlandaise

#### Confrontations
Confrontations entre le Costa Rica et la Guyane néerlandaise puis le Suriname en matchs officiels.
|   | Date             | Lieu       | Match                            | Score | Compétition                                                           |
| - | ---------------- | ---------- | -------------------------------- | ----- | --------------------------------------------------------------------- |
| 1 | 12 février 1965  | San José   | Costa Rica - Guyane néerlandaise | 1-0   | Qualifications pour la Coupe du monde 1966 (zone CONCACAF - 1er tour) |
| 2 | 28 février 1965  | Paramaribo | Guyane néerlandaise - Costa Rica | 1-3   | Qualifications pour la Coupe du monde 1966 (zone CONCACAF - 1er tour) |
| 3 | 24 février 1960  | La Havane  | Costa Rica - Suriname            | 3-1   | Coupe CCCF 1960                                                       |
| 4 | 6 septembre 2008 | San José   | Costa Rica - Suriname            | 7-0   | Éliminatoires de la Coupe du monde 2010 : zone CONCACAF (3e tour)     |
| 5 | 11 octobre 2008  | Paramaribo | Suriname - Costa Rica            | 1-4   | Éliminatoires de la Coupe du monde 2010 : zone CONCACAF (3e tour)     |
| 6 | 16 juillet 2021  | Orlando    | Suriname - Costa Rica            | 1-2   | Gold Cup 2021                                                         |
| 7 | 11 Octobre 2024  | Paramaribo | Suriname - Costa Rica            | 1-1   | LIGUE DES NATIONS DE LA CONCACAF                                      |

#### Bilan
Au 23 octobre 2024 :
- Total de matchs disputés : 7
- Victoires du Suriname : 0
- Matchs nuls : 1
- Victoires du Costa Rica : 6
- Total de buts marqués par le Suriname : 5
- Total de buts marqués par le Costa Rica : 21

## T

### Tchéquie et Tchécoslovaquie

#### Confrontations
Confrontations entre la Tchécoslovaquie puis la Tchéquie et le Costa Rica en matchs officiels :
|   | Date         | Lieu               | Match                        | Score | Compétition                              |
| - | ------------ | ------------------ | ---------------------------- | ----- | ---------------------------------------- |
| 1 | 23 juin 1990 | Bari               | Tchécoslovaquie - Costa Rica | 4-1   | Coupe du monde 1990 (huitième de finale) |
| 2 | 30 mai 2006  | Jablonec nad Nisou | Tchéquie - Costa Rica        | 1-0   | Match amical                             |

#### Bilan
Au 7 août 2018 :
- Total de matchs disputés : 2
- Victoires de la Tchéquie : 2
- Matchs nuls : 0
- Victoires du Costa Rica : 0
- Total de buts marqués par la Tchéquie : 5
- Total de buts marqués par le Costa Rica : 1

### Trinité-et-Tobago

#### Confrontations
Confrontations en matchs officiels entre le Costa Rica et Trinité-et-Tobago :
|    | Date               | Lieu           | Match                          | Score    | Compétition                                                            |
| -- | ------------------ | -------------- | ------------------------------ | -------- | ---------------------------------------------------------------------- |
| 1  | 21 février 1965    | San José       | Costa Rica - Trinité-et-Tobago | 4-0      | Qualifications pour la Coupe du monde 1966 (zone CONCACAF - 1er tour)  |
| 2  | 22 février 1965    | San José       | Costa Rica - Trinité-et-Tobago | 1-0      | Match amical                                                           |
| 3  | 7 mars 1965        | Port-d'Espagne | Trinité-et-Tobago - Costa Rica | 0-1      | Qualifications pour la Coupe du monde 1966 (zone CONCACAF - 1er tour)  |
| 4  | 5 décembre 1969    | San José       | Costa Rica - Trinité-et-Tobago | 5-0      | Championnat de la CONCACAF 1969 (tour final)                           |
| 5  | 29 novembre 1971   | Port-d'Espagne | Trinité-et-Tobago - Costa Rica | 3-1      | Coupe des nations de la CONCACAF 1971 (tour final)                     |
| 6  | 24 avril 1985      | San José       | Costa Rica - Trinité-et-Tobago | 3-0      | Coupe des nations de la CONCACAF 1985 (tour préliminaire)              |
| 7  | 28 avril 1985      | San José       | Costa Rica - Trinité-et-Tobago | 1-1      | Coupe des nations de la CONCACAF 1985 (tour préliminaire)              |
| 8  | 18 juillet 1985    | San José       | Costa Rica - Trinité-et-Tobago | 3-1      | Match amical                                                           |
| 9  | 28 mai 1989        | Port-d'Espagne | Trinité-et-Tobago - Costa Rica | 1-1      | Coupe des nations de la CONCACAF 1989 (tour final)                     |
| 10 | 11 juin 1989       | San José       | Costa Rica - Trinité-et-Tobago | 1-0      | Coupe des nations de la CONCACAF 1989 (tour final)                     |
| 11 | 1er juillet 1991   | Pasadena       | Costa Rica - Trinité-et-Tobago | 1-2      | Gold Cup 1991 (gr. B)                                                  |
| 12 | 1er septembre 1996 | Port-d'Espagne | Trinité-et-Tobago - Costa Rica | 0-1      | Éliminatoires de la Coupe du monde 1998 (zone CONCACAF - 2e tour)      |
| 13 | 21 décembre 1996   | San José       | Costa Rica - Trinité-et-Tobago | 2-1      | Éliminatoires de la Coupe du monde 1998 (zone CONCACAF - 2e tour)      |
| 14 | 29 janvier 1998    | San José       | Costa Rica - Trinité-et-Tobago | 4-0      | Match amical                                                           |
| 15 | 26 janvier 2000    | San José       | Costa Rica - Trinité-et-Tobago | 2-1      | Match amical                                                           |
| 16 | 20 février 2000    | San Diego      | Costa Rica - Trinité-et-Tobago | 1-2 (ap) | Gold Cup 2000 (quart de finale)                                        |
| 17 | 28 mars 2001       | Alajuela       | Costa Rica - Trinité-et-Tobago | 3-0      | Qualification pour la Coupe du monde 2002 (zone CONCACAF - tour final) |
| 18 | 1er septembre 2001 | Port-d'Espagne | Trinité-et-Tobago - Costa Rica | 0-2      | Qualification pour la Coupe du monde 2002 (zone CONCACAF - tour final) |
| 19 | 20 janvier 2002    | Miami          | Costa Rica - Trinité-et-Tobago | 1-1      | Gold Cup 2002 (gr. C)                                                  |
| 20 | 30 mars 2005       | Port-d'Espagne | Trinité-et-Tobago - Costa Rica | 0-0      | Éliminatoires de la Coupe du monde 2006 (zone CONCACAF - tour final)   |
| 21 | 7 septembre 2005   | San José       | Costa Rica - Trinité-et-Tobago | 2-0      | Éliminatoires de la Coupe du monde 2006 (zone CONCACAF - tour final)   |
| 22 | 4 février 2007     | Alajuela       | Costa Rica - Trinité-et-Tobago | 4-0      | Match amical                                                           |
| 23 | 6 juin 2009        | Bacolet        | Trinité-et-Tobago - Costa Rica | 2-3      | Éliminatoires de la Coupe du monde 2010 : zone CONCACAF (4e tour)      |
| 24 | 10 octobre 2009    | San José       | Costa Rica - Trinité-et-Tobago | 4-0      | Éliminatoires de la Coupe du monde 2010 : zone CONCACAF (4e tour)      |
| 25 | 11 novembre 2016   | Port-d'Espagne | Trinité-et-Tobago - Costa Rica | 0-2      | Éliminatoires de la Coupe du monde 2018 (zone CONCACAF, 5e tour)       |
| 26 | 13 juin 2017       | San José       | Costa Rica - Trinité-et-Tobago | 2-1      | Éliminatoires de la Coupe du monde 2018 (zone CONCACAF, 5e tour)       |
| 27 | 10 Juin 2025       | San José       | Costa Rica - Trinité-et-Tobago |          | FIFA 2026 Q                                                            |

#### Bilan
Au 7 août 2018 :
- Total de matchs disputés : 26
- Victoires du Costa Rica : 19
- Matchs nuls : 4
- Victoires de Trinité-et-Tobago : 3
- Total de buts marqués par le Costa Rica : 55
- Total de buts marqués par Trinité-et-Tobago : 16

### Tunisie

#### Confrontations
Confrontations entre la Tunisie et le Costa Rica en matchs officiels :
|   | Date         | Lieu | Match                | Score | Compétition  |
| - | ------------ | ---- | -------------------- | ----- | ------------ |
| 1 | 27 mars 2018 | Nice | Tunisie - Costa Rica | 1-0   | Match amical |

#### Bilan
Au 7 août 2018 :
- Total de matchs disputés : 1
- Victoires du Costa Rica : 0
- Matchs nuls : 0
- Victoires de la Tunisie : 1
- Total de buts marqués par le Costa Rica : 0
- Total de buts marqués par la Tunisie: 1

### Turquie

#### Confrontations
Confrontations entre la Turquie et le Costa Rica en matchs officiels :
|   | Date        | Lieu    | Match                | Score | Compétition                    |
| - | ----------- | ------- | -------------------- | ----- | ------------------------------ |
| 1 | 9 juin 2002 | Incheon | Turquie - Costa Rica | 1-1   | Coupe du monde 2002 (groupe C) |

#### Bilan
| Rang | Équipe     | Pts | J | G | N | P | Bp | Bc | Diff |
| ---- | ---------- | --- | - | - | - | - | -- | -- | ---- |
| 1    | Costa Rica | 1   | 1 | 0 | 1 | 0 | 1  | 1  | 0    |
| 1    | Turquie    | 1   | 1 | 0 | 1 | 0 | 1  | 1  | 0    |

## U

### Ukraine

#### Confrontations
Confrontations entre l'Ukraine et le Costa Rica en matchs officiels :
|   | Date        | Lieu | Match                | Score | Compétition  |
| - | ----------- | ---- | -------------------- | ----- | ------------ |
| 1 | 28 mai 2006 | Kiev | Ukraine - Costa Rica | 4-0   | Match amical |

#### Bilan
Au 7 août 2018 :
- Total de matchs disputés : 1
- Victoires du Costa Rica : 0
- Matchs nuls : 0
- Victoires de l'Ukraine : 1
- Total de buts marqués par le Costa Rica : 0
- Total de buts marqués par l'Ukraine : 4

### Uruguay

#### Confrontations
Confrontations entre le Costa Rica et l'Uruguay
|    | Date             | Lieu       | Match                | Score           | Compétition                                                   |
| -- | ---------------- | ---------- | -------------------- | --------------- | ------------------------------------------------------------- |
| 1  | 4 février 1990   | Miami      | Uruguay - Costa-Rica | 2-0             | Tournoi amical                                                |
| 2  | 14 mai 1991      | San José   | Costa-Rica - Uruguay | 0-1             | Match amical                                                  |
| 3  | 2 août 1992      | Montevideo | Uruguay - Costa-Rica | 2-1             | Match amical                                                  |
| 4  | 18 août 1999     | Montevideo | Uruguay - Costa-Rica | 5-4             | Match amical                                                  |
| 5  | 16 juillet 2001  | Medellín   | Uruguay - Costa-Rica | 1-1             | Copa América 2001 (gr. C)                                     |
| 6  | 22 juillet 2001  | Armenia    | Uruguay - Costa-Rica | 2-1             | Copa América 2001 (quart de finale)                           |
| 7  | 14 novembre 2009 | San José   | Costa-Rica - Uruguay | 0-1             | Éliminatoires de la Coupe du monde de football 2010 : barrage |
| 8  | 18 novembre 2009 | Montevideo | Uruguay - Costa-Rica | 1-1             | Éliminatoires de la Coupe du monde de football 2010 : barrage |
| 9  | 14 juin 2014     | Fortaleza  | Uruguay - Costa-Rica | 1-3             | Coupe du monde 2014 (gr. D)                                   |
| 10 | 13 novembre 2014 | Montevideo | Uruguay - Costa-Rica | 1-1 (tab : 6-7) | Match amical                                                  |
| 11 | 8 septembre 2015 | San José   | Costa-Rica - Uruguay | 1-0             | Match amical                                                  |
| 12 | 6 septembre 2019 | San José   | Costa-Rica - Uruguay | 1-2             | Match amical                                                  |

#### Bilan
Au 3 novembre 2019 :
- Total de matchs disputés : 12
- Victoires du Costa Rica : 2
- Victoires de l'Uruguay : 7
- Matchs nuls : 3
- Total de buts marqués par l'Uruguay : 22
- Total de buts marqués par le Costa Rica : 18

## V

### Venezuela

#### Confrontations
Confrontations entre le Costa Rica et le Venezuela en matchs officiels :
|    | Date             | Lieu           | Match                  | Score | Compétition                                                   |
| -- | ---------------- | -------------- | ---------------------- | ----- | ------------------------------------------------------------- |
| 1  | 20 février 1938  | Panama         | Venezuela - Costa Rica | 0-3   | Jeux d'Amérique centrale et des Caraïbes de 1938 (tour final) |
| 2  | 14 décembre 1946 | Barranquilla   | Costa Rica - Venezuela | 4-2   | Jeux d'Amérique centrale et des Caraïbes de 1946 (tour final) |
| 3  | 14 décembre 1951 | Buenos Aires   | Costa Rica - Venezuela | 3-1   | Jeux panaméricains de 1951 (finale)                           |
| 4  | 1er juillet 1980 | Mérida         | Venezuela - Costa Rica | 2-0   | Match amical                                                  |
| 5  | 5 juillet 1980   | Valera         | Venezuela - Costa Rica | 1-1   | Match amical                                                  |
| 6  | 2 octobre 1996   | Barinas        | Venezuela - Costa Rica | 2-0   | Match amical                                                  |
| 7  | 19 février 1997  | Heredia        | Costa Rica - Venezuela | 5-2   | Match amical                                                  |
| 8  | 10 août 2000     | Alajuela       | Costa Rica - Venezuela | 1-5   | Match amical                                                  |
| 9  | 18 avril 2001    | San José       | Costa Rica - Venezuela | 2-2   | Match amical                                                  |
| 10 | 13 mai 2009      | San Cristóbal  | Venezuela - Costa Rica | 1-1   | Match amical                                                  |
| 11 | 27 juin 2009     | San José       | Costa Rica - Venezuela | 1-0   | Match amical                                                  |
| 12 | 9 février 2011   | Puerto La Cruz | Venezuela - Costa Rica | 2-2   | Match amical                                                  |
| 13 | 22 décembre 2011 | Barquisimeto   | Venezuela - Costa Rica | 0-2   | Match amical                                                  |
| 14 | 3 février 2016   | Barinas        | Venezuela - Costa Rica | 1-0   | Match amical                                                  |
| 15 | 27 mai 2016      | San José       | Costa Rica - Venezuela | 2-1   | Match amical                                                  |

#### Bilan
Au 22 juillet 2018 :
- Total de matchs disputés : 15
- Victoires du Costa Rica : 7
- Victoires du Venezuela : 4
- Matchs nuls : 4
- Total de buts marqués par le Costa Rica : 27
- Total de buts marqués par le Venezuela : 22